# Classi di efficienza energetica dell'Unione Europea

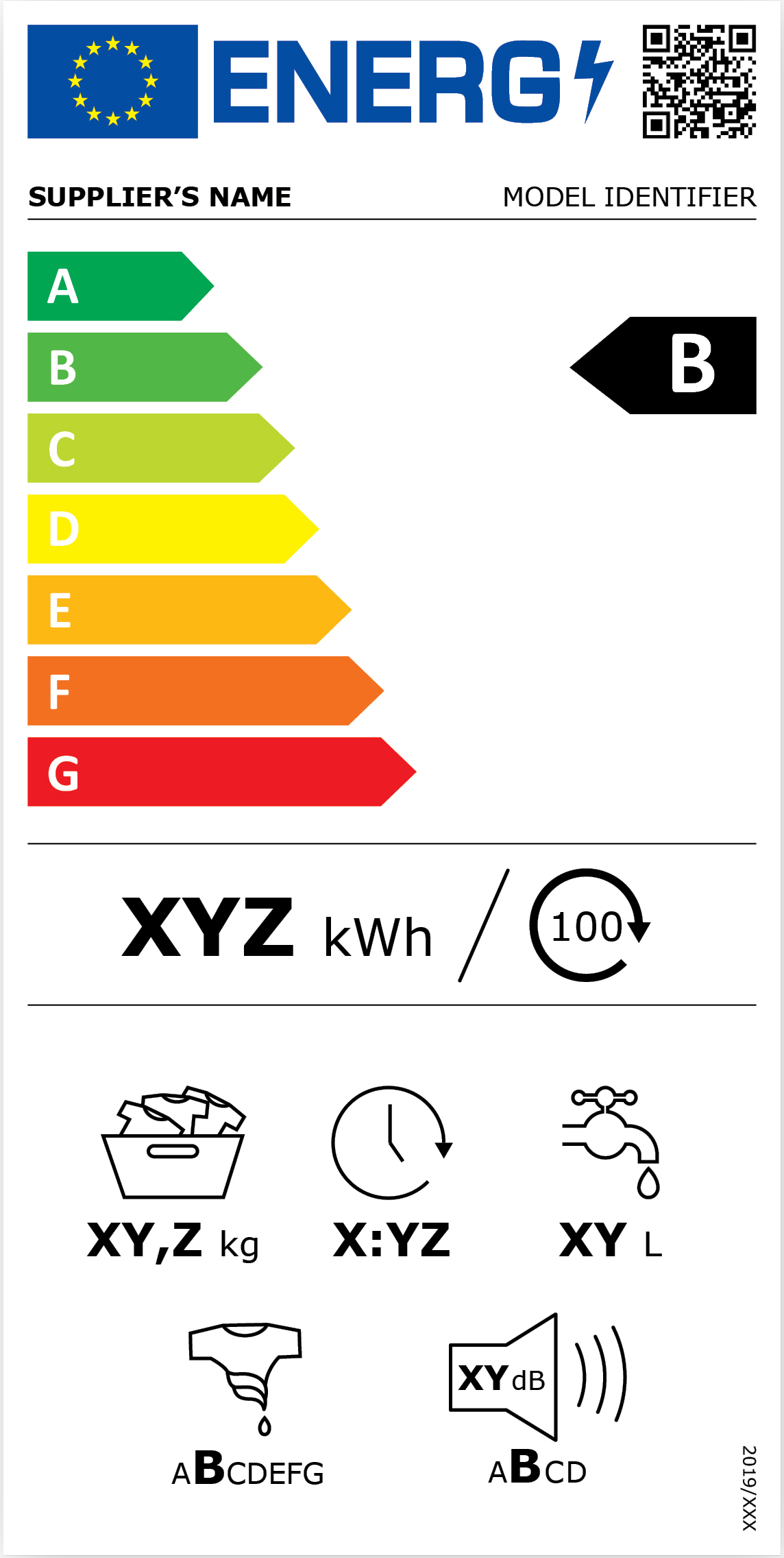
Facsimile di etichetta energetica europea 2021 per lavatrici

Facsimile di etichetta energetica europea 2010-2021 per frigocongelatori

Le classi di efficienza energetica (dette impropriamente classi di consumo energetico) europee sono le suddivisioni dei valori di efficienza — principalmente per elettrodomestici a uso casalingo, ma non solo — in fasce tra loro contigue.
Le famiglie di apparecchi soggetti a normative europee obbligatorie di classificazione energetica sono: frigoriferi congelatori e loro combinazioni, lampadine, lavatrici, forni elettrici e a gas, lavastoviglie, asciugatrici, lavasciuga, scaldacqua (boiler) elettrici e a gas, televisori, condizionatori e climatizzatori, cappe aspiranti. Tali apparecchi, per poter essere venduti nei Paesi europei, devono essere corredati da un'etichetta con i dati identificativi quali produttore e modello, la classe energetica, il consumo elettrico annuo in kWh (chilowattora) basato su un profilo d'uso standard in termini di ore d'uso o numero di utilizzi, e altri dati ancora.
Lo scopo dell'etichettatura con classi energetiche è di stimolare il mercato a essere popolato da prodotti sempre più performanti, che svolgono gli stessi compiti con minor uso di energia e pertanto con vantaggi per l'ambiente (riduzione del fabbisogno energetico e di emissioni di CO2), per gli utenti (minori costi di esercizio dovuti ai ridotti consumi), per i produttori (visibilità e vendibilità di modelli avanzati, su cui si è investito in sviluppo tecnologico).
Classe energetica e consumo elettrico non vanno necessariamente di pari passo: la classe indica l'efficienza prescindendo dalla dimensione. Elettrodomestici molto grandi (come può avvenire per televisori e lavatrici) hanno consumi elevati anche quando sono di alta classe di efficienza.
Altri prodotti (stufette elettriche, asciugacapelli, piani di cottura elettrici, scope a vapore, forni a microonde, bistecchiere e barbecue elettrici, deumidificatori, bollitori, tostapane, ecc.) non sono soggetti a etichettatura energetica, o perché l'incidenza dei loro consumi su quelli complessivi di un'abitazione è trascurabile (e tale da non giustificare la creazione di una classificazione), o perché le differenze di consumo tra i diversi modelli in commercio sono modeste e non avrebbe senso categorizzarli.

## L'etichetta energetica
Sull'etichetta energetica europea l'insieme delle classi energetiche possibili appare come una scala composta da segmenti di sette colori diversi: dal verde (miglior efficienza in assoluto), al giallo, al rosso (minor efficienza). A ogni segmento è associata una lettera. La classe di un determinato elettrodomestico è evidenziata ripetendo la lettera (su sfondo nero) e posizionandola a fianco del corrispondente segmento colorato.
Le prime etichette, uscite nel 1994 per i frigoriferi, usavano indicare l'efficienza con le lettere dalla A alla G. La stessa scala da A a G è stata adottata nel 1995 per le lavatrici e le asciugatrici, e successivamente dagli altri elettrodomestici man mano soggetti a etichettatura.
Nel corso degli anni successivi molti apparecchi, primi tra tutti i frigoriferi, avevano raggiunto e superato la classe A in termini di efficienza. A partire dal 2003 è stato quindi necessario estendere la scala originaria inserendo nuove classi, indicate con A+, A++ e A+++.

Dal 2010 è stata attuata una prima profonda revisione di tutta la normativa: viene cambiato l'aspetto delle etichette (cornice azzurra) e si rinuncia all'associazione fissa tra lettera e colore. Ad esempio la classe A dei frigoriferi è associata sino al 2009 al segmento verde dell'etichetta, mentre la stessa classe A dal 2010 è associata al giallo. Per limitare la complessità e una possibile confusione visiva dell'etichetta, alcune classi, o in alto o in basso, vengono eliminate. Così sino al 2020-2021 le etichette per le lampadine hanno una scala da A++ a E (non esiste la classe A+++), gran parte degli altri apparecchi usano una scala da A+++ a D. I televisori hanno visto applicata l'etichetta "versione 2017" con scala da A++ a E, e poi la "versione 2020" con scala da A+++ a D. Gli aspirapolvere erano partiti con scala da A a G, poi sostituita con quella da A+++ a D.

Quanto descritto può generare confusione negli acquirenti. Va inoltre constatato che al 2020 gran parte degli elettrodomestici etichettati erano ormai concentrati nelle due-tre classi migliori, con perdita di efficacia dell'etichetta stessa come indicatore di bassi consumi. Per questo già dal 2017 il Parlamento europeo si era espresso per una completa revisione delle etichettature ripristinando le originarie scale con lettere da A a G. Nel dicembre 2019 sono infine emessi i Regolamenti delegati riguardanti lavatrici, lavasciuga, frigoriferi e frigocongelatori, lavastoviglie, lampadine e sorgenti luminose, monitor e televisori, con obbligo di adottare queste nuove normative e relative etichette nel 2021. Oltre ad aggiornati criteri per la determinazione dei consumi, per tutti questi apparecchi si è tornati a indicare l'efficienza con classi da A a G, eliminando del tutto le classi A+, A++ e A+++. Ciò non significa che i nuovi prodotti siano meno efficienti, ma piuttosto che la scala di riferimento e le lettere associate sono ciò che ha subìto modifica. Un prodotto che con la precedente etichetta si collocava ad esempio in classe A+++, si troverà ora collocato in classe D o E.
La classe viene assegnata in base a test controllati e riproducibili che valutano l'efficienza. Il consumo in kWh (espresso come stima annuale o per 100 cicli d'uso) dipende invece sia dall'efficienza sia dalla dimensione dell'apparecchio. Ad esempio due lavatrici con lo stesso consumo assoluto a lavaggio, ma una con capacità di carico una di 10 kg e l'altra di 5 kg, hanno efficienze diverse e per questo possono differire tra loro di due classi energetiche.
Il rilievo visuale dato alla classe, invece che al consumo anch'esso indicato in etichetta, può indurre i potenziali acquirenti a sopravvalutarne l'importanza e ad alimentare l'erronea convinzione che un'alta classe sia sempre sinonimo di minori consumi. Il fenomeno è attualmente argomento di studio ed è stato battezzato "energy efficiency fallacy" (letteralmente: "fallacia dell'efficienza energetica").
Fabbricanti, importatori/distributori, negozianti e siti di vendita online hanno l'obbligo di eseguire i test di consumo previsti, compilare l'etichetta conformemente alle normative, renderla disponibile ed esporla nei negozi e sui siti di web-commerce, o perlomeno rendere visibili i dati che essa contiene.

## Altri dati presenti in etichetta
Le etichette si differenziano in relazione al tipo di prodotto a cui si applicano. Tutte quante indicano la classe energetica e il consumo. In aggiunta riportano altre informazioni utili a caratterizzare i prodotti. In ordine di priorità vi è la grandezza dell'apparecchio. Per frigoriferi, congelatori e frigocongelatori è il volume utile (con due valori distinti per i due scomparti), per le cantinette è la capienza come numero di bottiglie (da 75 cL, alte 300,5 mm e di diametro 76,1 mm). Per lavatrici e asciugatrici la capienza è in chilogrammi di biancheria di cotone asciutta, con ulteriore distinzione nelle lavasciuga dei due pesi in lavaggio e asciugatura. Le lavastoviglie indicano la capienza come numero di coperti (standardizzati secondo la norma EN 50242). Le lampadine non indicano nulla in etichetta, perché gli altri dati figurano al di fuori di essa. I forni indicano il volume interno utile in litri. Televisori e monitor riportano la diagonale sia in centimetri sia in pollici e il numero di pixel in orizzontale e verticale. I condizionatori / climatizzatori danno le potenze di raffrescamento e riscaldamento in condizioni normali d'impiego espresse in chilowatt termici (1 kW termico = 3 412 BTU/h).
Il progetto BELT dell'Unione europea ha realizzato l'opuscolo La nuova etichetta energetica che elenca tutte le altre informazioni e i relativi pittogrammi contenuti nelle etichette 2021 e ne spiega brevemente il significato.
Il codice QR in etichetta contiene un indirizzo Web del tipo http://eprel.ec.europa.eu/qr/nnnnn, dove al posto di "nnnnn" vi è il numero univoco di registrazione di quel particolare elettrodomestico nel database europeo EPREL. La corrispondente pagina Web ripropone l'etichetta dell'apparecchio tal quale (a verifica della sua veridicità), fornisce informazioni aggiuntive e la scheda prodotto. Il numero nnnnn di identificazione EPREL non è presente in chiaro sull'etichetta stampata, e neppure si trova sull'apparecchio o nel manuale utente o su siti di vendita online. Pertanto su EPREL l'accesso alla pagina di un prodotto può attuarsi solo attraverso copia o foto della sua etichetta assieme a un dispositivo capace di leggerne il codice QR.

## Classe di consumo energetico o classe di efficienza energetica?
La forma corretta è "classe di efficienza energetica". Dagli albori dell'etichettatura europea fa fede, nella legislazione pubblicata nella Gazzetta ufficiale dell'Unione europea e in altri atti ufficiali, la versione in lingua inglese. In questi documenti vengono utilizzate le forme energy efficiency class, e energy efficiency label, puntualmente tradotti nelle versioni italiane con classe di efficienza energetica ed etichetta di efficienza energetica. L'unica eccezione (probabilmente una svista) pare essere il Regolamento delegato (UE) n. 1254/2014 della Commissione dell'11 luglio 2014, in cui sia nella versione italiana sia in quella inglese compaiono entrambe le forme "classe di consumo" (nel testo principale) e "classe di efficienza" (nell'allegato III), usate apparentemente come sinonimi.
La Direttiva 2012/27/UE e il Regolamento 2017/1369/UE definiscono l'efficienza energetica come il "rapporto tra un risultato in termini di rendimento, servizi, merci o energia e l'immissione di energia" (dove per immissione di energia si intende in genere per gli elettrodomestici quella erogata dall'impianto elettrico, ovvero consumata dall'apparecchio per svolgere il suo compito). La classe riportata in etichetta è in linea con questa definizione di efficienza, e non rappresenta il consumo, ma l'esito di una relazione numerica più complessa (sinteticamente indicata con "rapporto") tra risultato e consumo.

Per chiarire con un esempio: una lavatrice con capienza di 10 kg e consumo medio a lavaggio di 0,58 kWh (etichetta del 2021 che indica 58 kWh per 100 cicli) rientra in classe B; una lavatrice con lo stesso consumo medio a lavaggio di 0,58 kWh ma con capienza di 5 kg è in classe energetica D. In condizioni realistiche (secondo le stime europee) la 10 kg sarà usata con un carico mediamente di 5,5 kg, mentre la 5 kg verrà riempita in media con 3,5 kg. Con la stessa energia elettrica la lavatrice grande lava il 60% in più. È più efficiente e quindi possiede miglior classe energetica.
Le forme scorrette "classe di consumo energetico" ed "etichetta di consumo energetico" hanno una qualche diffusione nella lingua italiana, ma andrebbero abbandonate.

## Vantaggi e limiti della classificazione energetica
La scala di efficienza energetiche con lettere e colori è di facile comprensione, ma pian piano i progressi tecnologici hanno portato a concentrare gli apparecchi solo nelle due-tre classi migliori (A+, A++, A+++) riducendone l'utilità e l'efficacia al momento dell'acquisto. La revisione dei quadri di riferimento, con effetto dal 2021, ripristina tutte le scale alla gamma A a G con nuove gradazioni per i diversi generi di apparecchi, tutte piuttosto severe: coi criteri 2021 la classe A e spesso anche la B non sono inizialmente popolate di apparecchi, così da lasciar spazio per un futuro efficientamento dei prodotti.
Le classi indicano l'efficienza. Il consumo elettrico in condizioni tipiche d'uso è anch'esso indicato in etichetta ma con limitato risalto. L'attenzione tende quindi a focalizzarsi più sulla classe che sul consumo, portando a valutazioni erronee.
Le normative del 2021, per dar maggior peso ai consumi, trovano un nuovo assetto: a pari classe energetica un apparecchio grande, rispetto a uno piccolo, deve avere un incremento di consumo assai più controllato così da orientare meglio i consumatori. La grafica delle etichette 2021 mostra il consumo in posizione centrale, meglio visibile.
La vigilanza e il controllo della veridicità delle etichette — ossia che la classe energetica, il consumo e altri dati corrispondano a quanto dichiarato — non è compito dell'Unione europea, ma spetta ai singoli Stati membri. I controlli, se mai vengano effettuati, sono sporadici. In caso di mancato rispetto andrebbero irrogate sanzioni ai produttori, ma non è in essere un quadro definito. Altrettanto dicasi per l'obbligo di esporre l'etichetta nei negozi e di fornire nelle vendite a distanza o un'immagine dell'etichetta, o in alternativa i dati in essa contenuti. Come si dà in altri ambiti di protezione dei consumatori, dovrebbe esistere un chiaro punto di riferimento nazionale per segnalare possibili frodi e/o omissioni, raggiungibile dai singoli consumatori o da loro associazioni. Su questi aspetti il quadro di etichettatura 2021 interviene con l'istituzione di un database europeo delle caratteristiche dei prodotti in commercio, e con una struttura di coordinamento tra gli Stati membri che faciliti controlli e sanzioni.
Benché gli standard di misura dell'efficienza cerchino di valutare gli apparecchi in condizioni prossime a quelle d'uso reale, non è detto che i test di consumo e l'assegnazione della classe energetica siano rappresentativi. Le normative europee possono differire da quelle adottate in altri Paesi, col risultato che — in una certa misura — una classifica di efficienza di una gamma di prodotti (ad esempio i televisori) produce "vincitori" diversi a seconda della normativa presa in considerazione. Un raffronto eseguito in diversi laboratori internazionali su due modelli di punta di Hisense e Philips decretava un minor consumo del Philips secondo la norma europea, e un minor consumo dell'Hisense secondo la normativa della Repubblica popolare cinese.
Ciò significa che i produttori in qualche misura progettano i loro apparecchi in base agli specifici test di laboratorio che dovranno sostenere, al fine di guadagnare una buona classe energetica.
Nel 2015 sono stati segnalati casi di televisori in grado di percepire da soli se li si sta sottoponendo a un test di consumo. In questo specifico caso la loro luminosità (e quindi l'assorbimento elettrico) diminuisce automaticamente così da fargli guadagnare un indice di prestazione energetica più vantaggioso
.
Si tratta di una pratica al limite della frode, in qualche modo simile a quanto escogitato in passato da Volkswagen per far figurare basse emissioni dei motori Diesel. Il ricorso a tali stratagemmi è esplicitamente vietato nei più recenti atti europei in tema di etichettatura energetica.
Più in generale i temi del decadimento delle prestazioni durante la vita utile degli apparecchi, o anche dovuto al loro uso tipico difforme dalle condizioni di prova in laboratorio, hanno ricevuto alterne attenzioni. Se ne è tenuto conto per le sorgenti di luce (invecchiamento dei LED con conseguente riduzione dell'emissione luminosa) ma non per altri tipi di apparecchi tra cui le macchine del freddo (invecchiamento degli isolanti di frigoriferi e freezer con conseguente aumento dei consumi).
Asciugatrici e lavasciuga a pompa di calore hanno ottima efficienza da nuove; ma l'alettatura dello scambiatore di calore interno, seppur vi siano filtri, tende progressivamente a rivestirsi di micro-fibre tessili con degrado delle prestazioni. In particolare l'etichettatura di aspirapolveri è stata sospesa per l'accertato scostamento delle prestazioni "da nuovo" rispetto all'uso quotidiano. I regolamenti europei tentano comunque a ogni nuova uscita di approntare prove di consumo (che infine determinano la classe energetica di un apparecchio) sempre più perfezionate e aderenti all'uso reale, com'è già avvenuto per le lavatrici per le quali le condizioni di carico sono più realistiche che in passato.
La classificazione energetica dei singoli prodotti va resa visibile, nei negozi e sui siti di vendita online, attraverso l'etichetta energetica. I Regolamenti europei ne precisano l'aspetto grafico compresi colori, font e grandezze da adottare. È singolare che sulle etichette, che dovrebbero essere di pubblico dominio e liberamente riproducibili, il font prescritto sia il Calibri distribuito da Microsoft e soggetto tre possibili tipi di licenze d'uso: EULA, per l'uso su siti web, per pubblicazioni elettroniche. Ovviamente Microsoft non prevede una casistica d'uso assimilabile a quella dell'etichetta energetica. Questo quadro limita la riproduzione delle etichette stesse (e anche di loro facsimile a uso informativo o didattico) ai soli formati non vettoriali, o comunque che non contengano al loro interno il font Calibri "embedded", perché questo contravverrebbe alle licenze d'uso. Il formato vettoriale SVG — che permette di scalare le immagini senza perdita di dettaglio — non può quindi essere utilizzato per l'etichetta energetica con documenti stand-alone che abbiano il font Calibri al loro interno. Occorre esprimere il font come una serie di primitive grafiche, ossia i caratteri che vi compaiono vanno disegnati singolarmente curva dopo curva.
Più in generale le istituzioni europee hanno trascurato le questioni di riproducibilità, rielaborazione e riuso del formato delle etichette energetiche, mentre per favorirne la loro massima circolazione e conoscenza sarebbe stato utile dotarle di un'ampia licenza d'uso, ad esempio CC0.
La Corte dei conti europea segnala in un rapporto alla Commissione del 2020 i "significativi ritardi e inadempienze" nei processi di messa a punto revisione e attuazione delle norme di etichettatura e di ecodesign. L'analisi evidenzia punti critici tra cui scarsa vigilanza su correttezza e conformità delle etichette, mancato rispetto degli obblighi di esposizione-informazione ai consumatori, prodotti difformi dal dichiarato e con consumi elevati, uso reale mal rappresentato dai metodi di test prescelti per la stima di consumo in etichetta, mancanza di strumenti di analisi energetica globale che integrino l'economia circolare.

## Quadro normativo attuale e pregresso
Le prime tappe che hanno portato a istituire un quadro di classificazione ed etichettatura europeo per gli elettrodomestici sono qui sunteggiate sulla base di accreditate fonti informative istituzionali.
La consapevolezza di dover provvedere a un miglior uso delle risorse energetiche prende forma a partire dagli anni 1970.
Nel 1976 il Consiglio delle Comunità europee emana una raccomandazione agli Stati membri per accordarsi su un'etichettatura di elettrodomestici standardizzata, in termini di dati che contiene e di metodi di determinazione del consumo, che sia visibile ai consumatori per meglio informarli in fase di acquisto e uso degli apparecchi. La Direttiva 79/530/CEE del 1979 accoglie la raccomandazione del Consiglio e pone le basi per un quadro di etichettatura di alcune famiglie di elettrodomestici e dei boiler. Il punto centrale della Direttiva è informare il pubblico sul consumo degli apparecchi in modo chiaro, esatto, uniforme e paragonabile, così che questo elemento conoscitivo induca a scelte e comportamenti di risparmio e uso razionale dell'energia. Vi si afferma anche che — per l'interazione tra domanda e offerta — l'etichettatura può indurre i costruttori a ridurre i consumi dei loro prodotti.
La successiva etichetta obbligatoria per forni elettrici non produce però gli effetti desiderati per varie ragioni: è posta sul fondo degli apparecchi, poco visibile (nera), piccola, non molto informativa. Vi è indicato solo il valore numerico di consumo in kWh per portare il forno a 200 °C e mantenervelo per un'ora; il dato così presentato non facilita un confronto immediato tra apparecchi diversi. Nel 1980-81 non sono emesse altre etichettature di consumo. Alcune nazioni — prima la Danimarca e poi i Paesi Bassi — comunicano perciò in sede europea l'intenzione di sviluppare proprie etichette obbligatorie per altre categorie di apparecchi. Questa posizione avrebbe però costituito un possibile ostacolo alla libera circolazione delle merci nei paesi dell'Unione.
Ciò porta formulare il quadro di etichettatura della Direttiva 92/75/CEE che rinnova un approccio unificato e indirettamente respinge quello nazionalistico. La Commissione costituisce da lì a poco il Group for Efficient Appliances (GEA) col mandato di effettuare una cernita e misurazione del consumo dei frigoriferi in commercio in Europa, di sviluppare una loro categorizzazione e di sondare proposte tecnicamente / economicamente viabili per migliorare le prestazioni dei prodotti. Il report di GEA del 1993 getta le basi del paradigma di efficienza e delle relative classi energetiche, del tutto assente nella Direttiva del 1992 focalizzata solo sui consumi.
Nel seguito si espongono i punti salienti del quadro normativo che si è evoluto con i quadri di riferimento delle due Direttive del 1992 e 2010 e del Regolamento del 2017. Il cambiamento del tipo di forma legislativa (dalle passate Direttive ai Regolamenti) è ininfluente: è comunque cogente ed evita i lunghi tempi di recepimento delle Direttive nelle legislazioni nazionali che si avevano in passato, mentre i Regolamenti sono soggetti ad applicazione immediata.
La Direttiva 92/75/CEE del 22 settembre 1992 stabilisce alcuni punti essenziali:
- delimita la rosa di apparecchi da assoggettare a etichettatura a sette tipologie iniziali (Articolo 1): frigoriferi / congelatori / loro combinazioni, lavatrici / asciugatrici / lavasciuga, lavastoviglie, forni, scaldaacqua e boiler ad accumulo, lampadine, condizionatori.
- definisce due diversi elementi informativi che caratterizzano gli apparecchi (Articolo 2): etichetta energetica e scheda informativa, quest'ultima indicata nell'uso corrente anche come scheda prodotto, technical sheet, product sheet, product fiche, fiche technique, ecc. I fabbricanti sono tenuti a rendere pubblicamente disponibili queste schede informative (Articolo 3, par. 2) che possono contenere informazioni aggiuntive che sono assenti in etichetta: ad esempio per le lavatrici odierne (2021) riportano le temperature effettive del ciclo eco 40-60, massima velocità di centrifuga, umidità residua a fine lavaggio, ecc.
- L'‍etichetta energetica contiene i dati di sintesi sui consumi, ma dalla Direttiva non risulta debbano essere rappresentati da una classe energetica, termine che non viene mai menzionato. L'‍etichetta contiene inoltre — qualora prescritto — il dato di rumore generato durante il funzionamento (Articolo 6).
- pone l'accento sul consumo di energia degli apparecchi domestici piuttosto che sulla loro efficienza energetica. Il termine efficienza energetica e il relativo concetto non sono mai indicati né tantomeno sviluppati nella Direttiva.
- demanda a ulteriori atti specifici la definizione dei dettagli tecnici riguardanti l'etichettatura delle diverse famiglie di apparecchi.
- pone obbligo ai produttori, distributori e rivenditori di accompagnare gli apparecchi con la loro etichetta energetica in tutte le fasi di pubblicizzazione, esposizione e vendita nei negozi, per corrispondenza, su Internet (Articoli 4 e 5).

La Direttiva 2010/30/UE del 19 maggio 2010 conferma, rinforza ed estende quanto indicato nella precedente direttiva, con alcune aggiunte e variazioni:
- possibilità di dotare di etichetta energetica oltre che gli apparecchi domestici — già individuati dalla Direttiva 92/75/CEE — anche altri prodotti (non necessariamente elettrodomestici) con impatto significativo sui consumi energetici (non necessariamente quelli elettrici).
- antepone l'efficienza energetica degli apparecchi al loro semplice consumo assoluto di energia. La finalità prima dell'etichettatura è di incentivare gli utilizzatori ad acquistare prodotti più efficienti (Considerazione 14) mentre è assunto come possibile, se del caso, evidenziare sull’etichetta anche l’elevato consumo totale (Considerazione 15).
- introduce al suo interno e assegna un importante ruolo alle classi di efficienza energetica, peraltro alla data di pubblicazione della Direttiva già ampiamente in uso nelle etichette energetiche, definendo una scala base di classi energetiche contrassegnandole con lettere da A a G, e ampliabile con le classi A+, A++ e A+++.
- ribadisce gli obblighi di informazione, in particolare l'accesso ai dati in etichetta e nella scheda informativa, in tutti i casi di vendita a distanza come vendita per corrispondenza, televendita e Internet.
- impone di utilizzare le classi di efficienza energetica (e non indicatori di efficienza alternativi) come criterio di scelta di prodotti efficienti negli appalti pubblici e nell'erogazione di incentivi da parte degli Stati membri (Considerazione 16) limitandosi a quelli appartenenti alla migliore classe di efficienza energetica (Articolo 9).

In sostanza la Direttiva 2010/30/UE riassume a parole il fatto che la classe energetica deve riflettere in maniera sintetica l'‍efficienza di un apparecchio e non il suo consumo, posizione peraltro già assunta prima della sua emanazione e deducibile (sebbene in maniera tecnica e poco accessibile) dai criteri specifici delle Direttive messe a punto per svariate tipologie di elettrodomestici tra il 1994 e il 2003.
La Direttiva 2012/27/UE del 25 ottobre 2012, recepita con il Decreto legislativo n. 102 del 4 luglio 2014 (G.U. 18 luglio 2014), impone inoltre che amministrazioni ed enti pubblici acquistino prodotti appartenenti alla classe di efficienza energetica più elevata possibile in considerazione dell'esigenza di garantire un livello sufficiente di concorrenza (Allegato III, punto a).
La proposta di abrogazione della Direttiva 2010/30/UE avanzata dalla Commissione europea prima della ratifica finale da parte del Parlamento europeo e del Consiglio constatava come la preminenza data alle classi energetiche può produrre un orientamento distorto dei consumatori riguardo agli effettivi consumi. L'adozione nel luglio 2017 del nuovo Regolamento che abroga la direttiva 2010/30/UE vede depennate le considerazioni della Commissione tra cui quella appena citata. Peraltro in alcuni Regolamenti delegati successivi — come quello per televisori e monitor del 2019 — nuovi meccanismi di assegnazione delle classi energetiche evitano di premiare i prodotti più grandi, seppur più efficienti, introducendo criteri di maggior severità per gli alti consumi assoluti.
Il Regolamento (UE) 2017/1369 del 4 luglio 2017 mantiene la sostanza della Direttiva 2010/30/UE con aggiunta di nuovi elementi e prescrizioni, tra cui:
- ruolo e obblighi dei produttori, dei distributori e degli Stati membri in tema di etichettatura.
- istituzione della banca dati permanente europea EPREL[31] dei prodotti soggetti a etichettatura, con obbligo per i produttori e gli importatori a registrare per ogni modello i dati dell'etichetta e la scheda prodotto prima di immetterlo sul mercato; Inoltre tramite il QR code stampato sulle etichette energetiche dei prodotti si può accedere via Web a tutte le loro caratteristiche presenti sul database.
- vigilanza dei prodotti sul mercato tramite autorità dei singoli Stati membri, loro coordinamento con la Commissione, previsione di sanzioni ai produttori in caso di frode o non rispetto delle caratteristiche dichiarate.
- obbligo degli Stati membri a limitare gli incentivi (leggi: bonus elettrodomestici) ai soli apparecchi più efficienti.
- nuove classi di efficienza energetica per tutte le famiglie di prodotti, con scale sempre e solo dalla A alla G (non verranno più utilizzate le classi A+, A++ e A+++).
- modalità e percorso affinché i nuovi prodotti, così come quelli già presenti sul mercato, siano dotati delle nuove etichette.
- criteri tecnici per le diverse famiglie di elettrodomestici (frigoriferi, lavatrici, lavastoviglie, ecc.) con cui assegnare le nuove classi energetiche da attuarsi tramite successivi Regolamenti delegati. Un primo gruppo di questi Regolamenti è stato poi pubblicato nel 2019[3] con obbligo di esporre le nuove etichette nel 2021.

In sintesi le "tre stagioni" di orientamenti europei in materia hanno visto: (1992) una fase di censimento di caratteristiche e consumi degli apparecchi, con disponibilità di questi dati al pubblico, ma non ancora concepiti in un quadro di efficienza energetica e relative classi; (circa 1995-2010) una seconda fase in cui efficienza e classi energetiche erano considerate trainanti per ridurre fabbisogni e consumi energetici, oltre che per mantenere una buona posizione delle aziende europee nel settore elettrodomestico e high-tech; (2019-2021 e in avanti) una terza fase in cui gli specifici Regolamenti riconoscono — indirettamente, tramite le specifiche disposizioni emanate per i vari tipi di apparecchi — come il puntare sulla sola efficienza "assoluta" non sia sufficiente, mentre per evitare che il contenimento dei consumi resti limitato sia necessario imporre norme più severe per gli elettrodomestici oversized, che nell'uso reale perdono buona parte della loro efficienza.

## Altre etichettature europee in campo energetico

Etichetta energetica per pneumatici

In altri ambiti sono stati istituiti sistemi di etichettatura europea con scale contrassegnate da lettere e colori, somiglianti alle etichette di efficienza energetica degli elettrodomestici. In particolare vanno segnalate:
- l'etichetta con relative classi di prestazione energetica degli edifici.
- l'etichettatura degli pneumatici, in particolare il loro coefficiente di resistenza al rotolamento.
- l'etichetta European Water Label relativa al consumo d'acqua dei prodotti installabili in bagni e cucine (quest'ultima contrassegnata solo da una scala a colori senza lettere).[32]

Queste tre tipologie di etichette differiscono rispetto alle etichette di efficienza energetica per un elemento sostanziale: si riferiscono — in toto o in parte — a dispositivi passivi in grado di ridurre gli sprechi e per i quali è più corretto parlare di efficacia piuttosto che efficienza. Detto altrimenti: tali etichette si applicano a prodotti che non hanno di per sé stessi un consumo energetico, ma aiutano a ridurlo. L'isolamento di pareti, solai, coperture e superfici vetrate di un edificio può contribuire a migliorarne l'indice di prestazione energetica riducendo le fughe di calore (e in ultima istanza riducendo anche il consumo energetico per il riscaldamento); pneumatici con basso attrito al suolo migliorano la scorrevolezza di un automezzo (con un minor dispendio di combustibile a parità di percorrenza); rubinetterie, erogatori, soffioni doccia e cassette sanitarie ben progettati mantengono inalterato il comfort con minor flusso e quantitativi d'acqua calda e fredda prelevata (con economia sia di acqua sia di energia per il suo riscaldamento).
Va notato che la Direttiva quadro 2010/30/UE estende il suo ambito applicativo ai prodotti connessi con l'energia, che abbiano un significativo impatto diretto o indiretto sul consumo di energia. Le categorie di prodotti qui elencati e altri ancora, che agiscano sulla conservazione dell'energia piuttosto che sulla riduzione del suo uso diretto, possono quindi essere assoggettati a regolamenti europei atti a definire classi energetiche e un'etichettatura analoga a quella degli elettrodomestici.
Per l'indice di prestazione energetica degli edifici e relative classi si rimanda alle voci Prestazioni energetiche dell'involucro edilizio e Certificazione energetica degli edifici. Riguardo agli pneumatici si fa riferimento al Regolamento (CE) 1222/2009. L'etichetta European Water Label, operativa da fine 2016, è invece un accordo volontario recepito dalla maggioranza dei produttori di articoli idrosanitari europei, che ha visto una lunga fase di armonizzazione e messa a punto anche con il supporto della Commissione europea.

## Classe energetica e detrazioni fiscali
L'Agenzia delle Entrate informa annualmente, ad esempio attraverso gli opuscoli sul suo sito, della possibilità di usufruire — in caso di ristrutturazione di un immobile con conseguente suo arredo — di una detrazione fiscale pari al 50% dei costi di acquisto di grandi elettrodomestici di classe A+ o superiore, di forni in classe A o superiore, o di altri apparecchi non dotati di etichetta. Tale possibilità è un rinnovo tal quale di quanto in vigore dal 2014. L'elenco degli elettrodomestici ammessi al beneficio è ripreso tal quale dal Decreto legislativo n. 151/2005 che vi include sì alcuni generi di apparecchi dotati di etichetta e classe energetica (frigoriferi, congelatori, frigocongelatori, lavatrici, asciugatrici, lavastoviglie, condizionatori), ma non include — cioè tacitamente e di fatto esclude ai fini del beneficio fiscale — lava-asciuga e televisori seppur siano anch'essi dotati di etichetta, e include ulteriormente una serie di apparecchi non dotati di etichetta (stufe, radiatori e altri sistemi di riscaldamento elettrici, forni a microonde). Si attua quindi una contemporanea promozione all'acquisto, grazie al beneficio fiscale, di elettrodomestici efficienti, assieme ad altri assai energivori come radiatori e apparecchi di riscaldamento elettrici.
Tra gli elettrodomestici ammessi a detrazione nel 2021, 2020 e 2019 (acquistati rispettivamente nel 2020, 2019 e 2018) ENEA introduce anche le lavasciuga in classe A, essendo questa la loro migliore classe energetica. Le guide Bonus mobili ed elettrodomestici 2021, 2020 e 2019 dell'Agenzia delle Entrate recepiscono l'elenco ENEA (par. 2, riquadro "Attenzione") ma nel contempo (par. 1 "La detrazione") fanno riferimento alla classe A solo per i forni elettrici, come da provvedimento legislativo. La legge di bilancio 2020 e legge di bilancio 2019 si limitano difatti solamente a prorogare i termini di validità dell'art. 16 del decreto-legge 4 giugno 2013 n. 63 convertito dalla legge 3 agosto 2013 n. 90 in cui l'esonero dalla classe A+ o superiore (ossia l'accettazione della classe A per l'ottenimento della detrazione) è riservato solo ai forni. In sintesi, in assenza di un aggiornamento legislativo specifico, le lavasciuga non godono formalmente di agevolazione fiscale, ma l'Agenzia delle Entrate non obietterà al loro inserimento in detrazione seppur in contrasto con la legge.
Al contrario tutti gli apparecchi del freddo (frigoriferi, congelatori e frigocongelatori) e tutte le lavatrici sono oggi almeno in classe A+, in forza dei Regolamenti (CE) 643/2009 e (UE) 1015/2010 che impongono questa classe di efficienza minima già dal 2014. Ribadire il requisito della classe A+ per l'accesso al beneficio fiscale è superfluo. Per queste due categorie di elettrodomestici l'incentivo fiscale è quindi erogato a tappeto e non agisce da stimolo all'acquisto degli apparecchi più efficienti.
Il Consiglio e la Commissione europea affermano invece che per gli "incentivi ai propri cittadini gli Stati membri sono incoraggiati ad applicarli alla classe di efficienza energetica più elevata", posizione rielaborata da Consiglio e Parlamento europeo specificando che "gli incentivi siano mirati alle due migliori classi di efficienza energetica significativamente popolate" (in termini di prodotti disponibili sul mercato). Il Regolamento quadro per l'etichettatura energetica (UE) 2017/1369 in vigore da agosto 2017 trasforma questa affermazione in obbligo degli Stati membri per gli incentivi erogabili ai fini dell'acquisto di prodotti efficienti.
I requisiti per ottenere il beneficio fiscale sugli acquisti avvenuti nel 2021 sono in via di rielaborazione con nuove soglie di accesso che tengano conto delle etichette energetiche entrate in vigore lo stesso anno, nelle quali non sono più presenti le classi A+ e superiori.

## Classi specifiche per elettrodomestico

### Frigoriferi e congelatori
La classe energetica di frigoriferi, congelatori e frigocongelatori per uso domestico è determinata, come per altri dispositivi con etichetta energetica, in base all'Indice di Efficienza Energetica (EEI, dall'inglese energy efficiency index). L'EEI è il rapporto tra il consumo elettrico dell'apparecchio da etichettare, in chilowattora all'anno, e quello di un ipotetico apparecchio di riferimento con pari caratteristiche funzionali: volumi interni dei vani frigorifero e freezer, montaggio a incasso o libero, categoria climatica, presenza di no-frost,... Il consumo dell'apparecchio di riferimento, anch'esso in kWh/anno, viene da formule matematiche indicate nelle Direttive / Regolamenti. L''apparecchio di riferimento è assunto come unità di misura dell'efficienza, ossia ha EEI=100(%). L'EEI degli apparecchi reali indica quindi il loro consumo in termini di questo riferimento, non è il consumo assoluto.
Nella pratica il test di consumo reale si protrae per un tempo limitato, ad esempio 24 ore, e il consumo annuo si otterrà moltiplicando il consumo di 24 ore (un giorno) per 365 (giorni/anno). I dati di consumo dell'apparecchio di riferimento si ricavano dalle Direttive e Regolamenti europei.

#### Criteri per l'assegnazione della classe energetica
Si illustra a titolo di esempio il modo in cui viene determinato il consumo massimo per le diverse classi energetiche, e pertanto l'assegnazione della corretta classe energetica per un apparecchio di cui sia noto il consumo. L'esempio assume un frigocongelatore con dimensioni piuttosto tipiche: 300 litri netti totali di cui 200 litri per il vano frigorifero e 100 litri per il vano congelatore. La procedura è riferita al Regolamento (UE) 1060/2010, ormai obsoleto, ma più facile da seguire. Il successivo Regolamento (UE) 2019/2016 assume un metodo di calcolo più elaborato ma sostanzialmente simile.
Va prima determinato il volume equivalente o volume corretto dell'apparecchio, ottenuto sommando i volumi dei vari scomparti ciascuno moltiplicato per un fattore in relazione alla sua temperatura. Per il vano frigo il fattore è 1, per il congelatore vale 2,15 a causa del maggior dispendio di energia necessario a mantenere la temperatura a -18 °C.
Per l'apparecchio in esempio si avrà: volume corretto = 200 litri + 2,15 × 100 litri = 415 litri.
Il consumo annuo in chilowattora (per l'apparecchio con EEI=100%) è dato nelle Direttive e Regolamenti europei
consumo di riferimento = 303 + 0,777 × volume corretto = 303 + 0,777 × 415 = 625,455 kWh/anno.
Il consumo ammesso dal frigocongelatore per rientrare in una determinata classe energetica — poniamo che sia la classe A — è dato dal consumo dell'apparecchio di riferimento appena calcolato moltiplicato per l'EEI massimo ammesso per questa classe, ossia 55% per la A. Per qualificare il frigocongelatore in classe A si deve avere:
consumo reale < 0,55 × consumo di riferimento = 0,55 × 625,455 = 344,00 kWh/anno
Il valore così calcolato è incluso nella tabella in fondo a questa sezione — che comprende le altre classi energetiche e altri volumi — e corrisponde a quanto riportato su opuscoli informativi come quello redatto da ENEA (Agenzia nazionale per le nuove tecnologie, l'energia e lo sviluppo economico sostenibile) che indica i consumi di frigocongelatori da 300 litri appartenenti alle varie classi secondo il Regolamento (UE) 1060/2010, ossia secondo l'etichettatura in vigore sino al 2020.
I valori dell'EEI per le diverse classi energetiche, e anche in relazione all'avvicendamento nel corso degli anni di nuove disposizioni comunitarie, sono:
| Frigoriferi e congelatori, EEI secondo Direttiva 94/2/CE                                                                                 |     |     |     |     |     |      |      |      |      |
| |     |     |     |     |     |      |      |      |      |
| |     |     | A   | B   | C   | D    | E    | F    | G    |
| |     |     | <55 | <75 | <90 | <100 | <110 | <125 | >125 |
| |     |     |     |     |     |      |      |      |      |
| Frigoriferi e congelatori, EEI secondo Direttiva 2003/66/CE                                                                              |     |     |     |     |     |      |      |      |      |
| |     |     |     |     |     |      |      |      |      |
| | A++ | A+  | A   | B   | C   | D    | E    | F    | G    |
| | <30 | <42 | <55 | <75 | <90 | <100 | <110 | <125 | >125 |
| |     |     |     |     |     |      |      |      |      |
| Frigoriferi e congelatori, EEI secondo Regolamento UE/1060/2010                                                                          |     |     |     |     |     |      |      |      |      |
| |     |     |     |     |     |      |      |      |      |
| A+++ | A++ | A+  | A   | B   | C   | D    | E    | F    | G    |
| <22 | <33 | <42 | <55 | <75 | <95 | <110 | <125 | <150 | >150 |
| |     |     |     |     |     |      |      |      |      |
| Frigoriferi e congelatori, EEI secondo Regolamento UE/2019/2016 Nota: EEI non confrontabili coi precedenti causa nuovi metodi di calcolo |     |     |     |     |     |      |      |      |      |
| |     |     |     |     |     |      |      |      |      |
| |     |     | A   | B   | C   | D    | E    | F    | G    |
| |     |     | <41 | <51 | <64 | <80  | <100 | <125 | >125 |

#### Frigocongelatori
La tabella seguente indica il consumo annuo di energia elettrica per frigocongelatori a libera installazione sprovvisti di scongelamento automatico (ossia senza no-frost), di volume complessivo utile (netto) da 250 a 550 litri di cui due terzi del volume totale per il vano frigorifero e un terzo per il congelatore quattro stelle *(***). Il consumo è riferito ad un uso continuativo per 365 giorni all'anno. Le classi da A a G del Regolamento (UE) 1060/2010, seppur riportate, sono state bandite dal mercato da luglio 2014 in forza del Regolamento 643/2009/CE.
La seconda sezione della tabella si basa sul Regolamento (UE) 2019/2016 che impone da marzo 2021 l'etichettatura con scala da A a G.
| Frigocongelatori, consumo max in kWh/anno, Regolam. UE/1060/2010 |      |     |     |     |     |     |     |      |      |
|                                                                  |      |     |     |     |     |     |     |      |      |
| volume                                                           | A+++ | A++ | A+  | A   | B   | C   | D   | E    | F    |
| 200 litri                                                        | 114  | 171 | 218 | 285 | 388 | 492 | 570 | 647  | 777  |
| 250 litri                                                        | 126  | 189 | 240 | 314 | 429 | 543 | 629 | 715  | 858  |
| 300 litri                                                        | 138  | 206 | 263 | 344 | 469 | 594 | 688 | 782  | 938  |
| 350 litri                                                        | 149  | 224 | 285 | 374 | 509 | 645 | 747 | 849  | 1019 |
| 400 litri                                                        | 161  | 242 | 308 | 403 | 550 | 696 | 806 | 916  | 1099 |
| 450 litri                                                        | 173  | 260 | 330 | 433 | 590 | 747 | 865 | 983  | 1180 |
| 500 litri                                                        | 185  | 277 | 353 | 462 | 630 | 798 | 924 | 1051 | 1261 |
| 550 litri                                                        | 197  | 295 | 376 | 492 | 671 | 849 | 984 | 1118 | 1341 |
| Frigocongelatori, consumo max in kWh/anno, Regolam. UE/2019/2016 |      |     |     |     |     |     |     |      |      |
|                                                                  |      |     |     |     |     |     |     |      |      |
| volume                                                           |      |     |     | A   | B   | C   | D   | E    | F    |
| 250 litri                                                        |      |     |     | 89  | 111 | 139 | 174 | 217  | 272  |
| 300 litri                                                        |      |     |     | 95  | 118 | 148 | 185 | 231  | 289  |
| 350 litri                                                        |      |     |     | 101 | 125 | 157 | 196 | 246  | 307  |
| 400 litri                                                        |      |     |     | 106 | 132 | 166 | 208 | 260  | 325  |
| 450 litri                                                        |      |     |     | 112 | 140 | 175 | 219 | 274  | 342  |
| 500 litri                                                        |      |     |     | 118 | 147 | 184 | 230 | 288  | 360  |
| 550 litri                                                        |      |     |     | 124 | 154 | 193 | 242 | 302  | 378  |

Le classi energetiche e i consumi dell'ultima sezione in tabella, Regolamento (UE) 2019/2016, sono relativi all'etichetta energetica 2021 e sono allineati con quanto riportato sull'opuscolo informativo 2021 di ENEA. Si può constatare che, con l'avvento dell'etichettatura energetica 2021, un vecchio (pre-2021) apparecchio A+++ sarebbe ricollocato in classe C, mentre un vecchio A+ verrebbe a trovarsi in classe F.
Il Regolamento (UE) 1060/2010 (vecchia etichetta energetica) permetteva dei termini di extra-consumo dovuti a caratteristiche aggiuntive: l'adozione di no-frost per vano frigo e/o congelatore, idoneità a funzionare in condizioni climatiche severe (cosiddette tropicali), montaggio a incasso, e altro ancora. Questi rientravano nell'espressione completa del consumo di riferimento e in ultima analisi influenzavano l'EEI e l'assegnazione della classe energetica. Per tale ragione alcuni apparecchi potevano presentare, ed esibire in etichetta, un consumo superiore a quello della tabella qui riportata. Il Regolamento (UE) 2019/2016 ha razionalizzato, ridotto o eliminato questi bonus, che usati congiuntamente potevano far guadagnare una classe energetica in più ma senza un'effettiva riduzione di consumo.
In reali condizioni di esercizio, i consumi — benché affetti da oscillazioni stagionali — risultano su media annua abbastanza allineati con quanto dichiarato in etichetta, anche perché sino al 2020 era prescritto effettuare i test di consumo con temperatura ambiente fissa di 25 °C, quindi maggiore di quella delle normali cucine domestiche per una frazione consistente dell'anno solare. Con le etichette 2021 i test di consumo con cui è determinata la classe vanno eseguiti, per approssimare meglio le condizioni d'uso reali, a 16 °C e 32 °C prendendo la media tra i due. È comunque assodato che le abitudini d'uso, come frequenti e prolungate aperture delle porte, introduzione di cibi caldi, ecc. possono incrementare il consumo.

#### Congelatori
Nella successiva tabella è riportato il massimo consumo annuo per i soli congelatori a libera installazione e senza scongelamento automatico, ossia senza no-frost. Le normative di riferimento sono quelle precedenti — applicabili a frigoriferi, frigocongelatori, ecc. — che tengono conto del tipo di apparecchio e perciò producono altri valori. Il Regolamento (UE) 1060/2010 distingueva inoltre tra congelatori a pozzetto e verticali, assegnando — a parità di classe energetica — dei consumi ammissibili leggermente diversi tra i due. Per concisione viene qui indicato — relativamente a questo Regolamento — un valore intermedio di consumo tra i due tipi di apparecchi che va aumentato di un +5% per i congelatori verticali e diminuito di un -5% per quelli a pozzetto. L'attuale Regolamento (UE) 2019/2016 non fa più distinzione di consumi tra questi due tipi di congelatori.
| Congelatori, consumo max in kWh/anno, Regolam. UE/1060/2010 Valori indicativi |      |     |     |     |     |     |     |     |     |
|                                                                               |      |     |     |     |     |     |     |     |     |
| volume                                                                        | A+++ | A++ | A+  | A   | B   | C   | D   | E   | F   |
| 100 litri                                                                     | 90   | 135 | 180 | 225 | 307 | 389 | 450 | 511 | 684 |
| 150 litri                                                                     | 102  | 153 | 204 | 255 | 348 | 440 | 510 | 579 | 695 |
| 200 litri                                                                     | 114  | 171 | 228 | 285 | 388 | 492 | 570 | 647 | 777 |
| 250 litri                                                                     | 126  | 189 | 252 | 315 | 429 | 544 | 629 | 715 | 858 |
| 300 litri                                                                     | 138  | 207 | 276 | 345 | 470 | 595 | 689 | 783 | 940 |
| Congelatori, consumo max in kWh/anno, Regolam. UE/2019/2016                   |      |     |     |     |     |     |     |     |     |
|                                                                               |      |     |     |     |     |     |     |     |     |
| volume                                                                        |      |     |     | A   | B   | C   | D   | E   | F   |
| 100 litri                                                                     |      |     |     | 69  | 86  | 108 | 136 | 170 | 212 |
| 150 litri                                                                     |      |     |     | 76  | 94  | 119 | 148 | 185 | 232 |
| 200 litri                                                                     |      |     |     | 82  | 103 | 129 | 161 | 201 | 251 |
| 250 litri                                                                     |      |     |     | 89  | 111 | 139 | 173 | 217 | 271 |
| 300 litri                                                                     |      |     |     | 95  | 119 | 149 | 186 | 233 | 291 |

I consumi in tabella, relativamente al Regolamento (UE) 2019/2016, rispecchiano quanto indicato sull'opuscolo "L'etichetta energetica 2021" di ENEA che fornisce (a pag. 30) i valori per un apparecchio da 300 litri.
È del tutto incidentale l'uguaglianza di classi energetiche e consumi — a parità di volumi complessivi interni — tra i frigocongelatori e i soli congelatori, uguaglianza che si manifesta sia quando i due diversi apparecchi sono paragonati entrambi con la vecchia normativa ed etichetta, sia nel loro reciproco paragone fatto con l'edizione 2021.
Coll'avvento dell'etichettatura 2021, un congelatore in passato qualificato in classe A+++ si vedrebbe ricollocato nella nuova classe C, mentre un vecchio A++ passerebbe in classe D o E.

### Lavatrici
La tabella che segue indica il consumo in chilowattora all'anno (o per 100 lavaggi, come vuole il Regolamento UE/2019/2014) per le lavatrici in relazione alla capienza, ossia il massimo carico lavabile in kg, e alla classe energetica. I Regolamenti 1061/2010 e 2019/2014 assumono entrambi un utilizzo in condizioni miste di temperature e riempimento del cestello, ma con criteri diversi: il vecchio Regolamento considera lavaggi che sfruttano in media il 70% della capienza massima, in quello nuovo si va dal 73% (lavatrici da 5 kg) al 54% (lavatrici da 10 kg) in considerazione del fatto che una maggior capienza viene più spesso sottoutilizzata. Inoltre la normativa in vigore dal 2021 valuta il consumo del solo programma "eco 40-60", in cui la temperatura è impostata automaticamente dalla lavatrice — senza possibilità di variazione manuale — in relazione anche col quantitativo di biancheria inserita nel cestello.
| Lavatrici, consumo max in kWh/anno riferito a 200 lavaggi a pieno carico a 60 °C, Direttiva 95/12/CE   |           |      |     |     |     |     |     |     |     |     |
| |           |      |     |     |     |     |     |     |     |     |
| capienza                                                                                               | kg/anno   | A+++ | A++ | A+  | A   | B   | C   | D   | E   | F   |
| 4 kg                                                                                                   | 800       |      |     | 136 | 152 | 184 | 216 | 248 | 280 | 312 |
| 5 kg                                                                                                   | 1000      |      |     | 170 | 190 | 230 | 270 | 310 | 350 | 390 |
| 6 kg                                                                                                   | 1200      |      |     | 204 | 228 | 276 | 324 | 372 | 420 | 468 |
| |           |      |     |     |     |     |     |     |     |     |
| Lavatrici, consumo max in kWh/anno riferito a 220 lavaggi in condizioni miste, Regolam. (UE) 1061/2010 |           |      |     |     |     |     |     |     |     |     |
| |           |      |     |     |     |     |     |     |     |     |
| capienza                                                                                               | kg/anno   | A+++ | A++ | A+  | A   | B   | C   | D   | E   | F   |
| 4 kg                                                                                                   | 629       | 110  | 125 | 141 | 163 | 185 | 209 |     |     |     |
| 5 kg                                                                                                   | 786       | 132  | 149 | 169 | 195 | 221 | 249 |     |     |     |
| 6 kg                                                                                                   | 943       | 154  | 174 | 197 | 227 | 257 | 290 |     |     |     |
| 7 kg                                                                                                   | 1100      | 175  | 198 | 225 | 259 | 293 | 331 |     |     |     |
| 8 kg                                                                                                   | 1257      | 197  | 222 | 252 | 291 | 329 | 372 |     |     |     |
| 9 kg                                                                                                   | 1414      | 218  | 247 | 280 | 323 | 366 | 413 |     |     |     |
| 10 kg                                                                                                  | 1571      | 240  | 271 | 308 | 355 | 402 | 454 |     |     |     |
| |           |      |     |     |     |     |     |     |     |     |
| Lavatrici, consumo max in kWh riferito a 100 lavaggi in condizioni miste, Regolam. (UE) 2019/2014      |           |      |     |     |     |     |     |     |     |     |
| |           |      |     |     |     |     |     |     |     |     |
| capienza                                                                                               | kg lavati |      |     |     | A   | B   | C   | D   | E   | F   |
| 4 kg                                                                                                   | 292       |      |     |     | 36  | 41  | 48  | 55  | 63  | 70  |
| 5 kg                                                                                                   | 349       |      |     |     | 39  | 45  | 52  | 60  | 68  | 77  |
| 6 kg                                                                                                   | 400       |      |     |     | 42  | 49  | 56  | 65  | 74  | 83  |
| 7 kg                                                                                                   | 444       |      |     |     | 45  | 52  | 59  | 69  | 78  | 88  |
| 8 kg                                                                                                   | 482       |      |     |     | 47  | 55  | 63  | 73  | 83  | 93  |
| 9 kg                                                                                                   | 513       |      |     |     | 49  | 57  | 66  | 76  | 87  | 97  |
| 10 kg                                                                                                  | 538       |      |     |     | 51  | 59  | 68  | 79  | 90  | 101 |

I criteri di assegnazione delle classi energetiche e le modalità di valutazione del consumo annuo sono diversi per le tre sezioni della tabella.
La prima si riferisce alla Direttiva 92/75/CEE che richiedeva solo la misura di consumo a pieno carico con lavaggio a 60 °C. Inoltre le classi energetiche coprivano la gamma da A a G. Nel 2008-2009 sono apparse lavatrici etichettate con classe A+ che, al contrario di quanto avvenuto coi frigoriferi, non è stata formalizzata con atto ufficiale ma nemmeno ne è stato ostacolato l'uso. La 92/75/CEE prescriveva (Allegato II punto 14) di assumere come consumo annuo quello di 200 lavaggi a 60 °C a pieno carico. Sono forniti i consumi di lavatrici da 4 kg, 5 kg e 6 kg perché queste erano le capienze reperibili sul mercato sino all'abrogazione della 92/75/CEE.
La seconda sezione della tabella fa riferimento al Regolamento (UE) 1061/2010 secondo cui il consumo annuo va valutato su una media di diverse condizioni di lavaggio: a pieno carico e mezzo carico a 60 °C, e a mezzo carico a 40 °C. La classe energetica, come per altre tipologie di apparecchi domestici, è assegnata in base al valore ottenuto dell'EEI (Energy Efficiency Index) che è il rapporto tra il consumo elettrico reale annuale, corrispondente a 220 lavaggi in condizioni miste e includendovi anche gli ulteriori consumi di standby (oggigiorno esigui), e quello di un'ipotetica lavatrice con EEI = 100% secondo la formula contenuta nel Regolamento. I consumi in tabella sono quelli annuali massimi ammessi per le diverse classi, come da Allegato II punto 1.f del Regolamento. Per un reale apparecchio sul mercato di pari carico e classe energetica il consumo annuo riportato in etichetta (Allegato I Etichetta, punto 1.IV del Regolamento) dev'essere inferiore o al massimo uguale a quello qui indicato. I valori di consumo di questa sezione corrispondono a quanto riportato su opuscoli informativi come quello redatto da ENEA, nel quale i consumi massimi per le varie classi e per lavatrici da 6 kg e 9 kg risultano uguali a quelli qui presentati.
L'ultima sezione in tabella è in linea col Regolamento (UE) 2019/2014 che si applica da marzo 2021. Il consumo indicato in etichetta — così come i valori in tabella — non è più una stima annuale, ma è riferito a 100 lavaggi. Sono cambiate anche le condizioni di prova con cui si stima il consumo. Viene testato il solo programma di lavaggio "eco 40-60" (la cui presenza è obbligatoria sulle lavatrici vendute in Europa) con tre diversi riempimenti del cestello: 100% ossia capienza nominale, 50% e 25%. Non c'è scelta di temperatura, perché in questo programma è la lavatrice a determinarla. I tre consumi vengono combinati per produrre un unico valore di consumo medio a lavaggio, ma il loro contributo è pesato in maniera diversa in relazione alla capienza della macchina. Per lavatrici piccole (5 kg) il consumo a pieno carico è preponderante nella determinazione del consumo medio; in quelle grandi (9-10 kg) è il consumo con lavaggi a 1/4 del carico a dare il maggior contributo al consumo medio. Queste complesse prescrizioni limitano la distorsione osservata con le precedenti etichettature con le quali le lavatrici molto capienti ottenevano facilmente un'alta classe energetica, ma poi nell'uso reale — con carichi di lavaggio assai ridotti rispetto alla loro capienza — dimostravano consumi reali superiori a quelli di macchine più piccole.
La classe D dell'etichetta 2021 corrisponde per le lavatrici alla classe A+++ delle precedenti etichette, un'equivalenza sommaria già osservata per i frigoriferi. Lo si può verificare constatando che il consumo per chilogrammo lavato nei due casi in questione è pressoché coincidente: circa 0,150-0,155 kWh/kg entro una tolleranza del ±5%.
Nell'etichettatura e relative prescrizioni 2021 è il programma di lavaggio "eco 40-60" a creare le maggiori perplessità tra gli acquirenti. Ciò deriva dal fatto di essere l'unico programma eco, senza possibilità di selezionarne la temperatura, e che va a sostituire i due programmi (pre-2021) "eco 40" e "eco 60", con un apparente impoverimento delle impostazioni di lavaggio.

### Asciugatrici
Qui di seguito sono riportati i consumi massimi in chilowattora all'anno per asciugatrici cosiddette a condensazione (che costituiscono oggi il 98% dei prodotti presenti sul mercato) in relazione alla loro capienza, ossia il massimo carico asciugabile in kg, e alla classe energetica. Per quelle odierne l'utilizzo tipico è assunto pari a 160 asciugature all'anno in condizioni miste di riempimento del cestello, mediamente il 70% della capienza massima.
| Asciugatrici, consumo max in kWh/anno riferito a 115 cicli di asciugatura a pieno carico, Direttiva 95/13/CE                  |         |      |     |     |     |     |     |     |     |     |
| |         |      |     |     |     |     |     |     |     |     |
| capienza | kg/anno |      |     |     | A   | B   | C   | D   | E   | F   |
| 4 kg | 460     |      |     |     | 253 | 294 | 336 | 377 | 419 | 460 |
| 5 kg | 575     |      |     |     | 316 | 368 | 420 | 472 | 523 | 575 |
| 6 kg | 690     |      |     |     | 380 | 442 | 504 | 566 | 628 | 690 |
| 7 kg | 805     |      |     |     | 443 | 515 | 588 | 660 | 733 | 805 |
| 8 kg | 920     |      |     |     | 506 | 589 | 672 | 754 | 837 | 920 |
| Asciugatrici, consumo max in kWh/anno riferito a 160 cicli di asciugatura, condizioni di carico miste, Regolam. (UE) 392/2012 |         |      |     |     |     |     |     |     |     |     |
| |         |      |     |     |     |     |     |     |     |     |
| capienza | kg/anno | A+++ | A++ | A+  | A   | B   | C   | D   | E   | F   |
| 5 kg | 571     | 122  | 162 | 213 | 330 | 386 | 431 |     |     |     |
| 6 kg | 686     | 141  | 188 | 247 | 382 | 446 | 499 |     |     |     |
| 7 kg | 800     | 159  | 212 | 279 | 432 | 505 | 564 |     |     |     |
| 8 kg | 914     | 177  | 236 | 310 | 480 | 562 | 628 |     |     |     |
| 9 kg | 1029    | 195  | 260 | 341 | 528 | 617 | 690 |     |     |     |

I criteri di assegnazione delle classi energetiche e le modalità di valutazione del consumo annuo sono diversi per le due sezioni della tabella. La prima si riferisce alla Direttiva 95/13/CE ormai obsoleta, che richiedeva la misura del consumo di asciugatura a pieno carico, e nella quale le classi energetiche andavano dalla A alla G. La Direttiva non contemplava l'indicazione di un consumo annuo in etichetta, ma ne chiedeva la stima nella scheda di prodotto in base a 150 kg di cotone con asciugatura completa + 280 kg asciugatura 'da stiro' + 150 kg easy care (Allegato II, Scheda, punto 11 della 95/13/CE).
Sono forniti in tabella i consumi di asciugatrici con capienza (massimo carico ammesso) da 4 kg a 8 kg perché queste erano le grandezze tipiche sul mercato sino all'abrogazione della Direttiva. I consumi annuali massimi sopra indicati — in relazione alla capienza (kg) e alla classe energetica — sono riferiti a 115 asciugature di cotone a pieno carico.
La seconda sezione della tabella fa riferimento al Regolamento (UE) 392/2012 ora in vigore, in cui il consumo annuo è valutato su una media di diverse condizioni di asciugatura: a pieno carico e mezzo carico. La classe energetica, come per altri apparecchi domestici, è ora assegnata in base al valore dell'EEI (Energy Efficiency Index) che è il rapporto tra il consumo elettrico reale annuale, corrispondente a 160 asciugature in condizioni miste, e quello che si otterrebbe con un'ipotetica asciugatrice avente EEI = 100% secondo la formula contenuta nel Regolamento. I consumi in tabella sono quelli annuali massimi ammessi per 160 asciugature in condizioni miste, come da Allegato II punto 1.f del Regolamento. Per un reale modello sul mercato di pari capienza e classe il consumo annuo che si leggerà sull'etichetta energetica (Allegato I, Etichetta, punto 1.IV del Regolamento) sarà inferiore o al massimo uguale a quello qui riportato. I valori massimi di consumo della seconda sezione corrispondono a quanto riportato su opuscoli informativi come quello redatto da ENEA, nel quale i consumi massimi di un'asciugatrice a condensazione da 6 kg per le diverse classi energetiche risultano uguali a quelli qui presentati.
I consumi per la classe C, sempre riferiti al Regolamento (UE) 392/2012, sono riportati a titolo informativo. L'ulteriore Regolamento (UE) 932/2012 impone difatti che da fine 2015 possano essere poste sul mercato solo asciugatrici di classe B o superiore.
I consumi annui nelle due sezioni della tabella si basano, come spiegato, su criteri diversi: 115 asciugature al carico nominale per la Direttiva, 160 asciugature in condizioni miste (in media con riempimento pari al 70% del carico nominale) per il Regolamento. Con buona approssimazione i due effetti si compensano cosicché il numero totale di kg all'anno asciugati e i consumi annuali, a parità di dimensione dell'asciugatrice e classe energetica, non mostrano scostamenti apprezzabili tra le due normative.

### Lavasciuga
La tabella riporta le classi energetiche e i relativi consumi massimi ammissibili nel funzionamento con cicli completi di lavaggio e asciugatura, nel senso che tutto il quantitativo lavato viene anche asciugato.
Le lavasciuga, al contrario di altre categorie di apparecchi, hanno subìto un passaggio diretto dalla normativa del 1996 (con classi energetiche da A a G) a quella 2021 (pure con classi da A a G). In questo lasso di tempo non ci sono stati aggiornamenti intermedi, e quindi nessuna introduzione di classi A+ e successive.
Le due sezioni della tabella seguono quindi le prescrizioni della Direttiva 96/60/CE e del Regolamento UE/2019/2014. L'etichetta in vigore dal 2021 mostra affiancate due scale colorate con due classi energetiche distinte e relativi consumi: una a sinistra per il ciclo di lavaggio con asciugatura (a cui si riferisce questa tabella), e una a destra per il solo lavaggio senza asciugatura (qui non riportata, poiché classi e consumi sono identici a quelli delle lavatrici).
| Lavasciuga, consumo max in kWh/anno per 200 lavaggi + asciugature / anno di un carico pari a quello nominale di lavaggio, Direttiva 96/60/CE             |         |      |      |      |      |      |      |
| |         |      |      |      |      |      |      |
| capienza | kg/anno | A    | B    | C    | D    | E    | F    |
| 4 kg | 800     | 544  | 648  | 744  | 840  | 936  | 1032 |
| 5 kg | 1000    | 680  | 810  | 930  | 1050 | 1170 | 1290 |
| 6 kg | 1200    | 816  | 972  | 1116 | 1260 | 1404 | 1548 |
| 7 kg | 1400    | 952  | 1134 | 1302 | 1470 | 1638 | 1806 |
| 8 kg | 1600    | 1088 | 1296 | 1488 | 1680 | 1872 | 2064 |
| |         |      |      |      |      |      |      |
| Lavasciuga, consumo max in kWh per 100 lavaggi + asciugature, entrambi a un carico medio 80% di quello nominale di asciugatura, Regolamento UE/2019/2014 |         |      |      |      |      |      |      |
| |         |      |      |      |      |      |      |
| capienza | kg      | A    | B    | C    | D    | E    | F    |
| 4 kg | 320     | 120  | 146  | 179  | 218  | 266  | 325  |
| 5 kg | 400     | 147  | 179  | 218  | 266  | 326  | 397  |
| 6 kg | 480     | 170  | 207  | 253  | 308  | 377  | 459  |
| 7 kg | 560     | 189  | 230  | 281  | 343  | 419  | 512  |
| 8 kg | 640     | 205  | 249  | 305  | 371  | 454  | 554  |

Le due sezioni della tabella non sono tra loro confrontabili.

La prima, secondo la Direttiva 96/60/CE, assume come capienza quella dichiarata dal costruttore come massimo carico di lavaggio, e il consumo è riferito a 200 di questi lavaggi seguiti da completa asciugatura di tale carico, valido per una famiglia di quattro persone che utilizza sempre l'asciugabiancheria per asciugare il bucato (Allegato II scheda, punto 16 della Direttiva).
Nelle odierne lavasciuga il massimo carico di lavaggio è maggiore di quello per l'asciugatura. In tal caso il consumo di un ciclo completo di lavaggio + asciugatura va inteso come somma del consumo di un lavaggio a pieno carico di più il consumo necessario ad asciugare tale carico, operazione che richiederà più di un ciclo di asciugatura. La Direttiva non riesce a chiarire questo punto, peraltro sviluppato su altri documenti ufficiali.
Ad esempio per una lavasciuga da 9 kg in lavaggio e 6 kg in asciugatura verrà preso, come consumo di un ciclo completo, la somma del consumo di un lavaggio di 9 kg di cotone a 60 °C più 1,5 volte il consumo di un ciclo di asciugatura da 6 kg.

La seconda sezione della tabella, secondo il Regolamento UE/2019/2014, assume come capienza quella dichiarata dal costruttore come massimo carico di asciugatura. Il consumo in etichetta è riferito a 100 cicli completi, senza interruzione tra lavaggio e asciugatura. Va presa una media del consumo di lavaggio col programma "eco 40-60" + asciugatura in due condizioni: con riempimento iniziale pari al carico di asciugatura e con metà di tale carico, cosicché l'apparecchio è utilizzato mediamente all'80% della sua capacità di asciugatura. Riprendendo l'esempio precedente la lavasciuga da 9 kg in lavaggio e 6 kg in asciugatura verrà ora testata in due condizioni: con un lavaggio e relativa asciugatura di 6 kg, e con lavaggio e asciugatura di 3 kg. La media dei due test, con peso 60%/40%, dà un carico medio di 4,8 kg.
I consumi in tabella basati sul Regolamento (UE) 2019/2014, in vigore dal 2021, si accordano con quelli presenti sull'opuscolo "L'etichetta energetica 2021" di ENEA, che elenca a pag. 37 i consumi di lavaggio + asciugatura per un apparecchio con capacità 4 kg in asciugatura.

### Lavastoviglie
Per le lavastoviglie la Direttiva 92/75 prevedeva una scala con classi energetiche dalla A alla G. Il successivo Regolamento 1059/2010 ha esteso le classi includendo le A+, A++ e A+++, ed eliminando nel contempo le E, F e G.
Il Regolamento 2019/2017 in vigore da marzo 2021 torna a proporre in etichetta la scala da A a G rimodulata assegnando nuovi limiti di efficienza a ogni classe. In etichetta compare inoltre il consumo relativo a 100 cicli di lavaggio, al pari di etichette per altri elettrodomestici del 2021.
Questi sono i valori di consumo per singolo ciclo di lavaggio di lavastoviglie da 13 coperti, una capienza abbastanza diffusa sul mercato.
| Lavastoviglie 13 coperti, consumo max per ciclo di lavaggio standard Direttiva 97/17/CE                                               |      |      |      |      |      |      |      |      |      |
| |      |      |      |      |      |      |      |      |      |
| classe |      |      |      | A    | B    | C    | D    | E    | F    |
| kWh/ciclo |      |      |      | 1,07 | 1,27 | 1,47 | 1,68 | 1,88 | 2,08 |
| |      |      |      |      |      |      |      |      |      |
| Lavastoviglie 13 coperti, consumo max per ciclo di lavaggio standard (consumo annuo max in etichetta/280), Regolamento (UE) 1059/2010 |      |      |      |      |      |      |      |      |      |
| |      |      |      |      |      |      |      |      |      |
| classe | A+++ | A++  | A+   | A    | B    | C    | D    | E    | F    |
| kWh/ciclo | 0,84 | 0,94 | 1,06 | 1,19 | 1,34 | 1,51 |      |      |      |
| |      |      |      |      |      |      |      |      |      |
| Lavastoviglie 13 coperti, consumo max per ciclo di lavaggio standard (consumo annuo max in etichetta/100), Regolamento (UE) 2019/2017 |      |      |      |      |      |      |      |      |      |
| |      |      |      |      |      |      |      |      |      |
| classe |      |      |      | A    | B    | C    | D    | E    | F    |
| kWh/ciclo |      |      |      | 0,54 | 0,64 | 0,74 | 0,84 | 0,94 | 1,04 |

La vecchia Direttiva 92/75 richiedeva di indicare in etichetta il consumo per un singolo ciclo di lavaggio, valore usato per assegnare la classe energetica. Per le lavastoviglie posteriori al 2010 il Regolamento 1059/2010 prevedeva un utilizzo annuo medio di 280 lavaggi standard, che è il ciclo solitamente di durata più lunga ma con minor dispendio di energia elettrica, a volte indicato come eco sull'apparecchio. Il consumo annuo riportato nelle etichette azzurre (pre 2021) si riferisce quindi a 280 utilizzi. In base a questo consumo veniva assegnata la classe energetica. Il più recente Regolamento 2019/2017, come già detto, impone di indicare in etichetta il consumo su 100 lavaggi eco. Per un più facile raffronto e a costo di trascurare gli effetti dei consumi di stand-by (che vengono considerati dai due Regolamenti nel calcolo del consumo globale ma trascurati dalla Direttiva) la precedente tabella riporta in tutti e tre i casi il consumo di un singolo ciclo di lavaggio.
Nei due Regolamenti del 2010 e del 2019 gli indici di efficienza energetica EEI hanno mantenuto dei gradini espressi nella stessa scala assoluta, e i criteri di misura del consumo non sono cambiati. Pertanto la transizione all'etichetta 2021 porta ad un semplice slittamento di alcune classi energetiche. Come si può facilmente verificare dalla tabella, i prodotti che in precedenza erano qualificati come A+++ passano esattamente alla nuova classe D, e gli A++ passano alla E.

La correttezza dei consumi in tabella si può verificare direttamente sul European Product Registry for Energy Labelling dell'Unione europea constatando a campione che lavastoviglie di differenti produttori europei, tutte da 13 coperti, e di
classe A, classe B, classe C, classe D, classe E, classe F, esibiscono etichette in accordo con quanto qui indicato.

### Lampadine
Le lampadine hanno visto l'avvicendarsi di diverse normative di classificazione. Le prime due, la Direttiva 98/11/CE e il Regolamento (UE) 874/2012, adottavano una procedura concettualmente simile a quella degli elettrodomestici. I passi da seguire sono:
- Si parte dal "risultato" in termini di luce emessa ossia flusso luminoso di una lampadina reale misurato in lumen (unità di misura indicata con lm) e rappresentato nel Regolamento dalla lettera greca {\displaystyle \phi } (Phi).
- Un'ipotetica lampadina di riferimento con pari luce di quella in prova viene definita e presa come unità di confronto per misurare l'efficienza della lampadina reale da classificare. Questo riferimento si avvicina come caratteristiche alle lampadine a incandescenza con filamento in tungsteno, ora in disuso perché progressivamente bandite a partire dalla fine del 2009 col Regolamento (CE) N. 244/2009. Ancor oggi suol dirsi che una lampadina è equivalente a una 60 W nel senso che dà la stessa luce di una a filamento con potenza elettrica di 60 W. Secondo il Regolamento (UE) 874/2012 la lampadina di riferimento capace di produrre il flusso luminoso {\displaystyle \phi } ha una potenza di riferimento {\displaystyle P_{ref}=0.88{\sqrt {\phi }}+0.049\phi }, {\displaystyle P_{ref}} espressa in Watt. La consuetudine odierna è che lampadine da 806 lumen corrispondano ai vecchi 60 W, benché la formula precedente dia 64,5 W.
- La potenza assorbita della lampadina reale viene divisa per la potenza della lampadina di riferimento di pari luce ottenendo l'indice di efficienza energetica EEI.
- Si confronta questo EEI con gli intervalli di EEI delle diverse classi energetiche del Regolamento (UE) 874/2012, e si determina la classe.
- Valori più bassi di EEI indicano minor consumo della lampada reale, e sono quindi associati a più alta efficienza e miglior classe.

Ad esempio (sino ad agosto 2021) una lampadina a LED da 806 lumen che assorbe 10 W ha un EEI = 10/64,5 = 0,155 e rientra in classe A+ dato che per questa classe è richiesto EEI < 0,17.
Il più recente Regolamento (UE) 2019/2015 semplifica alquanto il quadro precedente. Con l'avvento delle sorgenti luminose a LED la relazione non lineare tra luce e potenza non ha più ragion d'essere. Va anche aggiunto che il precedente Regolamento (UE) 874/2012 in realtà interrompeva l'andamento non lineare al di sopra di 1300 lumen (oltre questo valore non va usata per {\displaystyle P_{ref}} la formula più sopra), fissando di fatto efficienze minime di 57 lm/W, 80 lm/W e 124 lm/W rispettivamente per le classi A, A+ e A++.
Le classi in vigore da settembre 2021 si basano esclusivamente sulle efficienze luminose in lumen per Watt: non occorre più considerare una lampada di riferimento né passare dal calcolo dell'EEI.
La tabella che segue elenca il ventaglio di lampadine in commercio — in base al flusso luminoso e la potenza equivalente — e ne dà l'energia assorbita per le diverse classi energetiche. I valori riportati si riferiscono a lampadine generiche non direzionali che si collegano direttamente alla rete elettrica senza richiedere un alimentatore separato, ad esempio del tipo con attacco a vite E27 o E14 adatte a lampadari a luce centrale, abat-jour, ecc. La tabella vale anche per altri modelli non direzionali, ad esempio con attacco R7s.
| Lampadine non direzionali, consumo max in kWh per 1000 ore di accensione, Regolamento (UE) 874/2012  |          |      |      |      |      |       |       |       |      |      |
| |          |      |      |      |      |       |       |       |      |      |
| lumen                                                                                                | W equiv. | A+++ | A++  | A+   | A    | B     | C     | D     | E    | F    |
| 136                                                                                                  | 15 W     |      | 1,9  | 2,9  | 4,1  | 10,2  | 13,5  | 16,1  |      |      |
| 249                                                                                                  | 25 W     |      | 2,9  | 4,4  | 6,3  | 15,7  | 20,9  | 24,8  |      |      |
| 470                                                                                                  | 40 W     |      | 4,6  | 7,2  | 10,1 | 25,3  | 33,7  | 40    |      |      |
| 806                                                                                                  | 60 W     |      | 7,1  | 11   | 15,5 | 38,7  | 51,6  | 61,3  |      |      |
| 1055                                                                                                 | 75 W     |      | 8,8  | 13,6 | 19,3 | 48,2  | 64,2  | 76,3  |      |      |
| 1521                                                                                                 | 100 W    |      | 12,3 | 19   | 26,8 | 67    | 89,3  | 106,1 |      |      |
| 2452                                                                                                 | 150 W    |      | 19,8 | 30,6 | 43,2 | 108   | 144   | 171   |      |      |
| 3459                                                                                                 | 200 W    |      | 27,9 | 43,2 | 60,9 | 152,4 | 203,1 | 241,2 |      |      |
| Lampadine non direzionali, consumo max in kWh per 1000 ore di accensione, Regolamento (UE) 2019/2015 |          |      |      |      |      |       |       |       |      |      |
| |          |      |      |      |      |       |       |       |      |      |
| lumen                                                                                                | W equiv. |      |      |      | A    | B     | C     | D     | E    | F    |
| 136                                                                                                  | 15 W     |      |      |      | 0,6  | 0,7   | 0,9   | 1,0   | 1,2  | 1,6  |
| 249                                                                                                  | 25 W     |      |      |      | 1,2  | 1,3   | 1,6   | 1,8   | 2,3  | 2,9  |
| 470                                                                                                  | 40 W     |      |      |      | 2,2  | 2,5   | 2,9   | 3,5   | 4,3  | 5,5  |
| 806                                                                                                  | 60 W     |      |      |      | 3,8  | 4,4   | 5,0   | 6,0   | 7,3  | 9,5  |
| 1055                                                                                                 | 75 W     |      |      |      | 5,0  | 5,7   | 6,6   | 7,8   | 9,6  | 12,4 |
| 1521                                                                                                 | 100 W    |      |      |      | 7,2  | 8,2   | 9,5   | 11,3  | 13,8 | 17,9 |
| 2452                                                                                                 | 150 W    |      |      |      | 11,7 | 13,3  | 15,3  | 18,2  | 22,3 | 28,8 |
| 3459                                                                                                 | 200 W    |      |      |      | 16,5 | 18,7  | 21,6  | 25,6  | 31,4 | 40,7 |

Le emissioni luminose e le potenze equivalenti (15 W, 25 W, 40 W, ecc.) seguono la scala del Regolamento europeo 244/2009 Allegato II Tabella 6, che si riflettono nel ventaglio di scelte delle intensità luminose più comune in commercio. I consumi nella sezione in tabella relativi al Regolamento (UE) 2019/2015 si accordano coi valori indicati nell'opuscolo 2021 di ENEA per una lampadina equivalente a 100 W, tenendo presente il diverso numero d'ore di utilizzo lì considerate.

Per le lampadine con alimentatore indipendente il Regolamento suppone che questo perda mediamente l'8% dell'energia elettrica. Pertanto per rientrare nelle diverse classi energetiche queste lampadine (misurate a sé stanti, senza includere l'effetto dell'alimentatore) devono possedere un consumo lievemente minore: il 92,6% di quanto indicato in tabella.
Le lampadine di vecchia classe A+ o inferiore passano alle classi F o G dell'etichetta 2021. Le A++ passano per lo più alla nuova classe E. Ma diverse tra quelle in commercio già superano i 135 lm/W che le pone nella nuova classe D. Pochi prodotti per uso residenziale e all'aperto oltrepassano i 160 lm/W che le fa rientrare nella nuova classe C. Alcune lampadine raggiungono già i 210 lm/W (agosto 2021) e possono così esibire la nuova classe A.
Rispetto alle altre categorie di apparecchi soggetti a etichettatura, le lampadine presentano un'anomalia: sono l'unico prodotto che non include in etichetta i dati salienti atti a caratterizzarli, nello specifico l'emissione luminosa in lumen e tonalità di colore (o temperatura equivalente della sorgente in kelvin). Queste informazioni vanno ricercate in altri punti della confezione.

### Forni elettrici
Qui di seguito sono riportati i valori massimi di consumo in chilowattora, per un singolo ciclo di cottura in un forno elettrico, in relazione a:
- età del forno: se acquistato prima o dopo il 2015 (secondo le definizioni delle classi energetiche pre- e post- Regolamento delegato (UE) n. 65/2014)
- volume interno utile per la cottura
- classe energetica

| Forni elettrici, consumo max in kWh per 1 ciclo cottura, Direttiva 2002/40/CE  |      |      |      |      |      |      |      |      |      |
|                                                                                |      |      |      |      |      |      |      |      |      |
| volume                                                                         |      |      |      | A    | B    | C    | D    | E    | F    |
| 90 litri                                                                       |      |      |      | 1,00 | 1,20 | 1,40 | 1,60 | 1,80 | 2,00 |
| 80 litri                                                                       |      |      |      | 1,00 | 1,20 | 1,40 | 1,60 | 1,80 | 2,00 |
| 70 litri                                                                       |      |      |      | 1,00 | 1,20 | 1,40 | 1,60 | 1,80 | 2,00 |
| 60 litri                                                                       |      |      |      | 0,80 | 1,00 | 1,20 | 1,40 | 1,60 | 1,80 |
| 50 litri                                                                       |      |      |      | 0,80 | 1,00 | 1,20 | 1,40 | 1,60 | 1,80 |
| 40 litri                                                                       |      |      |      | 0,80 | 1,00 | 1,20 | 1,40 | 1,60 | 1,80 |
| 30 litri                                                                       |      |      |      | 0,60 | 0,80 | 1,00 | 1,20 | 1,40 | 1,60 |
| Forni elettrici, consumo max in kWh per 1 ciclo cottura, Regolam. (UE) 65/2014 |      |      |      |      |      |      |      |      |      |
|                                                                                |      |      |      |      |      |      |      |      |      |
| volume                                                                         | A+++ | A++  | A+   | A    | B    | C    | D    | E    | F    |
| 90 litri                                                                       | 0,42 | 0,58 | 0,76 | 0,99 | 1,22 | 1,48 |      |      |      |
| 80 litri                                                                       | 0,40 | 0,55 | 0,73 | 0,95 | 1,17 | 1,41 |      |      |      |
| 70 litri                                                                       | 0,38 | 0,52 | 0,69 | 0,90 | 1,11 | 1,34 |      |      |      |
| 60 litri                                                                       | 0,36 | 0,50 | 0,66 | 0,86 | 1,06 | 1,28 |      |      |      |
| 50 litri                                                                       | 0,34 | 0,47 | 0,62 | 0,81 | 1,00 | 1,21 |      |      |      |
| 40 litri                                                                       | 0,32 | 0,45 | 0,59 | 0,77 | 0,95 | 1,14 |      |      |      |
| 30 litri                                                                       | 0,30 | 0,42 | 0,55 | 0,72 | 0,89 | 1,07 |      |      |      |

Ai fini dell'assegnazione della classe vale il consumo più basso tra le due modalità di cottura normale e ventilato (ammesso che il forno le possieda entrambe). I relativi valori in chilowattora/ciclo sono indicati esplicitamente in etichetta. Il test standardizzato impiega un mattone di dimensioni 23 cm × 11,4 cm × 6,4 cm di Hipor, un materiale ceramico poroso, che viene preventivamente impregnato con acqua e attrezzato con due sonde elettroniche di temperatura inserite al suo interno. Si mette il blocco freddo (a 5 °C) nel forno, si accende il forno regolandolo ad una temperatura di 200 °C per la cottura normale o 175 °C per quella ventilata. Si misura il consumo elettrico nell'arco di tempo di questa cottura simulata che si considera conclusa quando le sonde arrivano a 60 °C.
L'attuale Regolamento (UE) 65/2014 distribuisce le classi energetiche in modo più imparziale. La suddivisione precedente presentava discontinuità: prodotti dalle prestazioni simili (come un 61 litri consumo 0,99 kWh/ciclo contro un 59 litri consumo 1,01 kWh/ciclo) potevano differire tra loro di due classi energetiche (nella fattispecie A e C).

### Televisori e monitor
Ln tabella che segue dà i consumi massimi in chilowattora per televisori e monitor in relazione alla dimensione (lunghezza della diagonale in pollici o centimetri) dello schermo e alla classe energetica. S'è preso un rapporto d'aspetto larghezza:altezza dello schermo di 16:9, comune tra i prodotti in commercio.
I valori indicati si riferiscono ad apparecchi con luminosità impostata "di fabbrica" per l'uso domestico, come escono dalla confezione. Consumo e classe energetica riguardano il funzionamento con segnali video SDR, ossia senza alta gamma dinamica (HDR), e la tabella rispecchia questo dato.
Queste informazioni appaiono nella sezione principale dell'etichetta energetica 2021, con le barre colorate. Sono comunque presenti in etichetta, se l'apparecchio ne è dotato, anche il consumo e la classe energetica in modalità HDR, nella zona col relativo simbolo. Il funzionamento in HDR comporta un maggior assorbimento elettrico e quindi una peggior classe energetica.
L'etichetta energetica azzurra anteriore al 2021 segue il Regolamento (UE) 1062/2010 che prevedeva un utilizzo di 4 ore al giorno per 365 giorni l'anno, per cui il consumo in kWh — in etichetta e in tabella — è riferito a 1460 ore di accensione. L'etichetta 2021, come da Regolamento (UE) 2019/2013, indica invece il consumo per 1000 ore d'uso. Le due sezioni della tabella adottano queste stesse convenzioni per cui i consumi che vi appaiono non sono tra loro confrontabili.
| Televisori, consumo max in kWh/anno per un uso 4 ore/giorno × 365 giorni/anno = 1460 ore, Regolamento (UE) 1062/2010 |     |      |     |     |      |      |      |      |      |      |
| corrispondenza tra colori e classi energetiche sull'etichetta "versione 2017"                                        |     |      |     |     |      |      |      |      |      |      |
| |     |      |     |     |      |      |      |      |      |      |
| corrispondenza tra colori e classi energetiche sull'etichetta "versione 2020"                                        |     |      |     |     |      |      |      |      |      |      |
| |     |      |     |     |      |      |      |      |      |      |
| pollici | cm  | A+++ | A++ | A+  | A    | B    | C    | D    | E    | F    |
| 24 | 61  | 13   | 21  | 30  | 39   | 54   | 78   | 104  | 117  | 130  |
| 32 | 81  | 21   | 33  | 47  | 62   | 87   | 124  | 165  | 186  | 206  |
| 40 | 102 | 31   | 50  | 71  | 93   | 130  | 186  | 248  | 279  | 310  |
| 43 | 109 | 35   | 56  | 80  | 105  | 147  | 210  | 280  | 315  | 350  |
| 49 | 125 | 45   | 72  | 104 | 135  | 189  | 270  | 360  | 405  | 451  |
| 55 | 140 | 56   | 89  | 128 | 167  | 234  | 335  | 446  | 502  | 558  |
| 60 | 152 | 65   | 104 | 150 | 196  | 274  | 391  | 522  | 587  | 652  |
| |     |      |     |     |      |      |      |      |      |      |
| Televisori, consumo max in kWh per 1000 ore d'uso, Regolamento (UE) 2019/2013                                        |     |      |     |     |      |      |      |      |      |      |
| |     |      |     |     |      |      |      |      |      |      |
| pollici | cm  |      |     |     | A    | B    | C    | D    | E    | F    |
| 24 | 61  |      |     |     | 6,9  | 9,5  | 12,2 | 14,8 | 18,8 | 22,7 |
| 32 | 81  |      |     |     | 10,4 | 14,2 | 18,0 | 21,8 | 27,5 | 33,2 |
| 40 | 102 |      |     |     | 14,8 | 20,1 | 25,4 | 30,7 | 38,6 | 46,5 |
| 43 | 109 |      |     |     | 16,7 | 22,6 | 28,6 | 34,5 | 43,3 | 52,2 |
| 49 | 124 |      |     |     | 20,9 | 28,2 | 35,5 | 42,8 | 53,7 | 64,7 |
| 55 | 140 |      |     |     | 25,5 | 34,3 | 43,1 | 52,0 | 65,2 | 78,4 |
| 60 | 152 |      |     |     | 29,6 | 39,8 | 50,0 | 60,2 | 75,5 | 90,7 |

I consumi per le classi E e F sono a titolo informativo: il Regolamento (CE) 642/2009 ha imposto dal 2012 l'ingresso sul mercato dei soli apparecchi con classe D o superiore, eliminando le classi E e F.
I consumi della prima sezione della tabella (ante 2021) sono in accordo con quanto si trova su opuscoli informativi come quello di ENEA, che riporta i consumi massimi di un televisore da 102 cm (40 pollici) per le varie classi energetiche. I consumi della seconda sezione (etichette 2021) sono in linea col Regolamento (UE) 2019/2013. L'affidabilità della tabella è verificabile per raffronto con prodotti in commercio e relative etichette registrate sul database EPREL dell'Unione europea (24" classe C, 24" classe F, 32" classe E, 32" classe F, 32" classe G) e constatandone la corrispondenza. Per gli apparecchi con controllo automatico della luminosità va inoltre considerata, come da Regolamento, una riduzione del consumo del 10% rispetto a quanto qui indicato.
Normalizzando i consumi al diverso numero d'ore di accensione si constata che la classe A+++ della vecchia etichetta corrisponde approssimativamente alle nuove classi B e C dell'etichetta 2021, mentre gli apparecchi in precedenza in classe A++ passeranno alle nuove classi D o E.

### Condizionatori e climatizzatori
Questi sono i valori di consumo annuo per un condizionatore cosiddetto mono-split, ossia fisso e composto da un'unità esterna ed una interna, di potenza termica nominale di 3500 W circa pari a 12000 BTU/h, la taglia più facilmente reperibile sul mercato, e con un'utilizzazione annua secondo le prescrizioni europee susseguitesi nel tempo: 500 ore/anno al massimo regime in condizione climatica standard T1 definita dalla norma ISO 5151 (temperature dell'aria all'unità esterna e interna rispettivamente di 35 °C e 27 °C) come da Direttiva 2002/31; 350 ore/anno al massimo regime con temperature dell'aria all'unità esterna mediate su un profilo climatico standard (con temperatura media oscillante attorno ai 23 °C, quindi non particolarmente rappresentativo delle condizioni estive italiane) e all'unità interna di 27 °C come da Regolamento 626/2011. I valori di consumo annuo ottenuti nei due casi non sono direttamente confrontabili, poiché basati su assunzioni climatiche e d'uso alquanto diverse.
| Condizionatore split 3500 W termici ≈ 12000 BTU/h, consumo kWh/anno per un utilizzo di 500 h/anno a potenza nominale, Direttiva 2002/31/CE |      |     |     |     |     |     |     |     |     |
| |      |     |     |     |     |     |     |     |     |
| classe | A+++ | A++ | A+  | A   | B   | C   | D   | E   | F   |
| kWh/anno |      |     |     | 547 | 583 | 625 | 673 | 729 | 795 |
| |      |     |     |     |     |     |     |     |     |
| Condizionatore split 3500 W termici ≈ 12000 BTU/h, consumo kWh/anno per un utilizzo di 350 h/anno a potenza nominale, Regolamento 626/2011 |      |     |     |     |     |     |     |     |     |
| corrispondenza tra colori e classi energetiche sull'etichetta "versione 2017"                                                              |      |     |     |     |     |     |     |     |     |
| |      |     |     |     |     |     |     |     |     |
| corrispondenza tra colori e classi energetiche sull'etichetta "versione 2019"                                                              |      |     |     |     |     |     |     |     |     |
| |      |     |     |     |     |     |     |     |     |
| classe | A+++ | A++ | A+  | A   | B   | C   | D   | E   | F   |
| kWh/anno | 144  | 201 | 219 | 240 | 266 | 299 | 340 | 395 | 471 |

Le classi energetiche sono concepite per valutare l'efficienza di un apparecchio in relazione ad altri apparecchi funzionalmente e tecnologicamente simili. Le tipologie di condizionatori domestici sono d'altronde variegate e comprendono: portatili con scarico dell'aria calda con tubo alla finestra, monoblocco addossati a parete senza unità esterna (ma che richiedono di predisporre uno o due sfiati attraverso il muro esterno), i cosiddetti split con unità interne ed esterne separate, ed altro ancora. Ciascuna di queste soluzioni in termini di freddo generato a fronte dell'energia elettrica spesa ha un ventaglio di rese diverse. Ciò si è tradotto a livello normativo in una ripartizione degli apparecchi in cinque grandi famiglie, ognuna dotata di propri gradini nella scala di assegnazione delle classi energetiche. Queste inizialmente andavano dalla A alla F, poi estese nel 2011 con le ulteriori classi da A+ ad A+++. Dal 2014 la classe minima in raffrescamento per apparecchi split è la C e per il riscaldamento la A.
Per determinare efficienza e classe è utilizzato sempre e comunque l'‍indice di efficienza energetica, indicato sulle vecchie etichette energetiche (pre 2011) nella versione italiana come indice di efficienza elettrica e nelle nuove etichette come EER, abbreviazione dell'inglese Energy Efficiency Ratio alla lettera Rapporto di Efficienza Energetica. Questo è il rapporto adimensionale tra il freddo prodotto, ossia la quantità di energia termica sottratta all'ambiente, e l'energia elettrica consumata. Per i climatizzatori in modalità di riscaldamento invernale lo stesso rapporto, questa volta tra energia termica ossia calore immesso nell'ambiente ed energia elettrica consumata, è indicato comunemente ed anche sull'etichetta con il termine COP, abbreviazione dall'inglese Coefficient Of Performance alla lettera Coefficiente di prestazione. Una stufetta elettrica o un termoventilatore utilizzati per riscaldare un ambiente hanno sempre COP = 1 poiché essi non usano nessun ciclo termodinamico e tutta l'energia elettrica consumata si trasforma in energia termica. Un climatizzatore di tipo split può avere un COP di 3,5-5,0 e oltre, ottenendo di fatto una sorta di amplificazione nella trasformazione dell'energia elettrica in energia termica ceduta all'ambiente. L'EER di un condizionatore può assumere una gamma di valori simile a quella del COP.
Rispetto alla precedente Direttiva 2002/31/CE il Regolamento 626/2011, oltre a introdurre le nuove classi A+ A++ e A+++, prescrive che l'efficienza per i climatizzatori split e per la loro modalità in riscaldamento sia determinata simulando tre diverse condizioni climatiche esterne corrispondenti a regioni europee fredde, temperate e calde. Per ognuna di esse l'efficienza è mediata considerando ore d'uso e andamento di temperatura di un "anno climatico invernale tipo". In modalità di raffrescamento vi è invece un unico "anno climatico estivo tipo". Da queste medie si ricavano i coefficienti SEER (Seasonal Energy Efficiency Ratio ossia l'EER medio stagionale) e gli SCOP (Seasonal Coefficient Of Performance ossia i COP stagionali per i tre climi). Per tale ragione un singolo apparecchio può arrivare a riportare in etichetta sino a quattro classi energetiche contemporanee: una per la modalità in raffreddamento e tre in riscaldamento. Una sommaria mappa climatica dell'Europa suggerisce sull'etichetta quale delle tre classi di SCOP vada presa in considerazione in relazione alla zona geografica in cui il climatizzatore verrà installato. Alcuni apparecchi possono essere progettati per i soli climi temperati e caldi, quindi non idonei all'uso in climi freddi. In tali casi il produttore ometterà in etichetta l'SCOP e la classe energetica per tale clima.
Per gli apparecchi di tipo split la scala di classi energetiche da porre in etichetta dal 2017 va dalla A++ alla E, come prescritto dal Regolamento 626/2011 Art. 3 punto 4-c e Allegato 3 punto 1.3, ma l'ulteriore il Regolamento 206/2012 impone dal 2014 per gli split un SCOP > 3,42 riducendo le classi possibili in riscaldamento alle sole A, A+ e A++. Dal 2019 la scala da apporre in etichetta va obbligatoriamente dalla A+++ alla D, ma può essere utilizzata già da ora.

### Aspirapolvere
In tabella si riportano i consumi annui riferiti a 50 sessioni di utilizzo per pulire una superficie di 87 m2, considerata essere la grandezza standard di un'abitazione.
| Aspirapolvere, consumo max in kWh/anno per 50 sessioni di pulizia di un appartamento di 87 m2, Regolamento (UE) 665/2013 |      |     |    |    |    |    |    |    |    |
| corrispondenza colori / classi energetiche etichetta versione I                                                          |      |     |    |    |    |    |    |    |    |
| |      |     |    |    |    |    |    |    |    |
| corrispondenza colori / classi energetiche etichetta vers. II (fine 2017)                                                |      |     |    |    |    |    |    |    |    |
| |      |     |    |    |    |    |    |    |    |
| classe | A+++ | A++ | A+ | A  | B  | C  | D  | E  | F  |
| kWh/anno | 10   | 16  | 22 | 28 | 34 | 40 | 46 | 52 | 58 |

Le classi energetiche e le procedure da applicare per la determinazione del consumo annuo sono definite nel Regolamento (UE) 665/2013. Lo studio preparatorio della Commissione per definire le classi energetiche (non citato nel Regolamento) presupponeva una durata indicativa di 1 ora per di una intera sessione di pulizia. La potenza media in Watt assorbita da un apparecchio in normali condizioni d'uso si può quindi sommariamente dedurre moltiplicando i dati in tabella per 20.

La Corte generale dell'Unione europea nel novembre 2018 ha riconosciuto valide le argomentazioni di Dyson Ltd secondo cui il Regolamento 665/2013 di etichettatura energetica per gli aspirapolvere prescrive condizioni di prova che non rispecchiano l'uso reale degli apparecchi. Pertanto gli aspirapolvere oggi in commercio non sono più dotati di etichetta.

## Classificazioni energetiche di altre nazioni

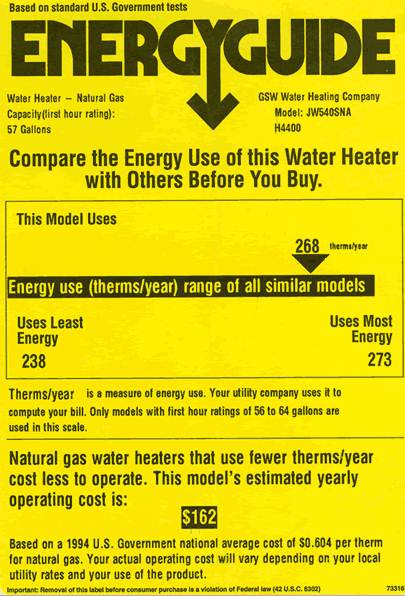
Etichetta EnergyGuide statunitense applicata su un boiler a gas

Numerose nazioni hanno attuato sistemi di etichettatura paragonabili a quello europeo. Le motivazioni a sostegno di queste iniziative sono simili: da un lato stimolare le aziende a competere tra loro migliorando in termini energetici i loro prodotti, sia come efficienza (ottenere le stesse prestazioni con minor dispendio di energia) sia come consumi assoluti (alcuni sistemi di qualificazione energetica penalizzano gli alti consumi, obbligando gli apparecchi di maggior taglia ad essere ancor più efficienti di quelli piccoli). D'altro canto i consumatori, quando le modalità di etichettatura e classificazione sono chiare e stimolanti, vengono invogliati all'acquisto di apparecchiature efficienti e "moderne", che possono ripagare il maggior costo iniziale attraverso economie sui consumi. Il fine ultimo è quello di ridurre il ricorso e la dipendenza da combustibili fossili, ancora ampiamente utilizzati per la generazione elettrica e ancor più per la mobilità e il riscaldamento.

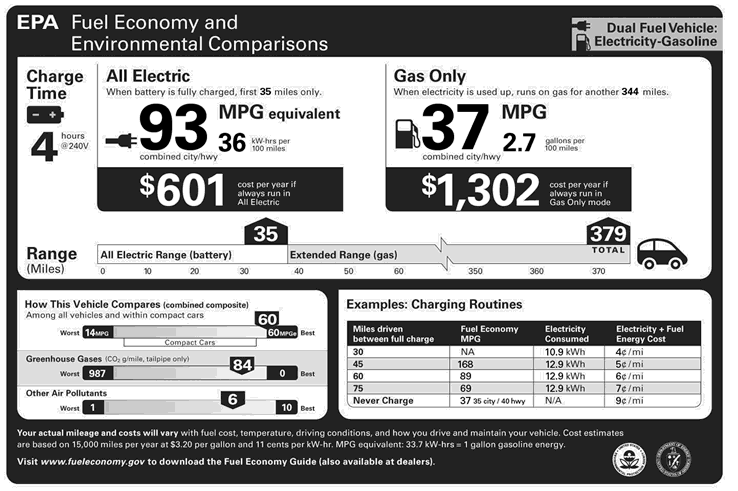
Etichetta energetica per autoveicoli ibridi in uso negli Stati Uniti

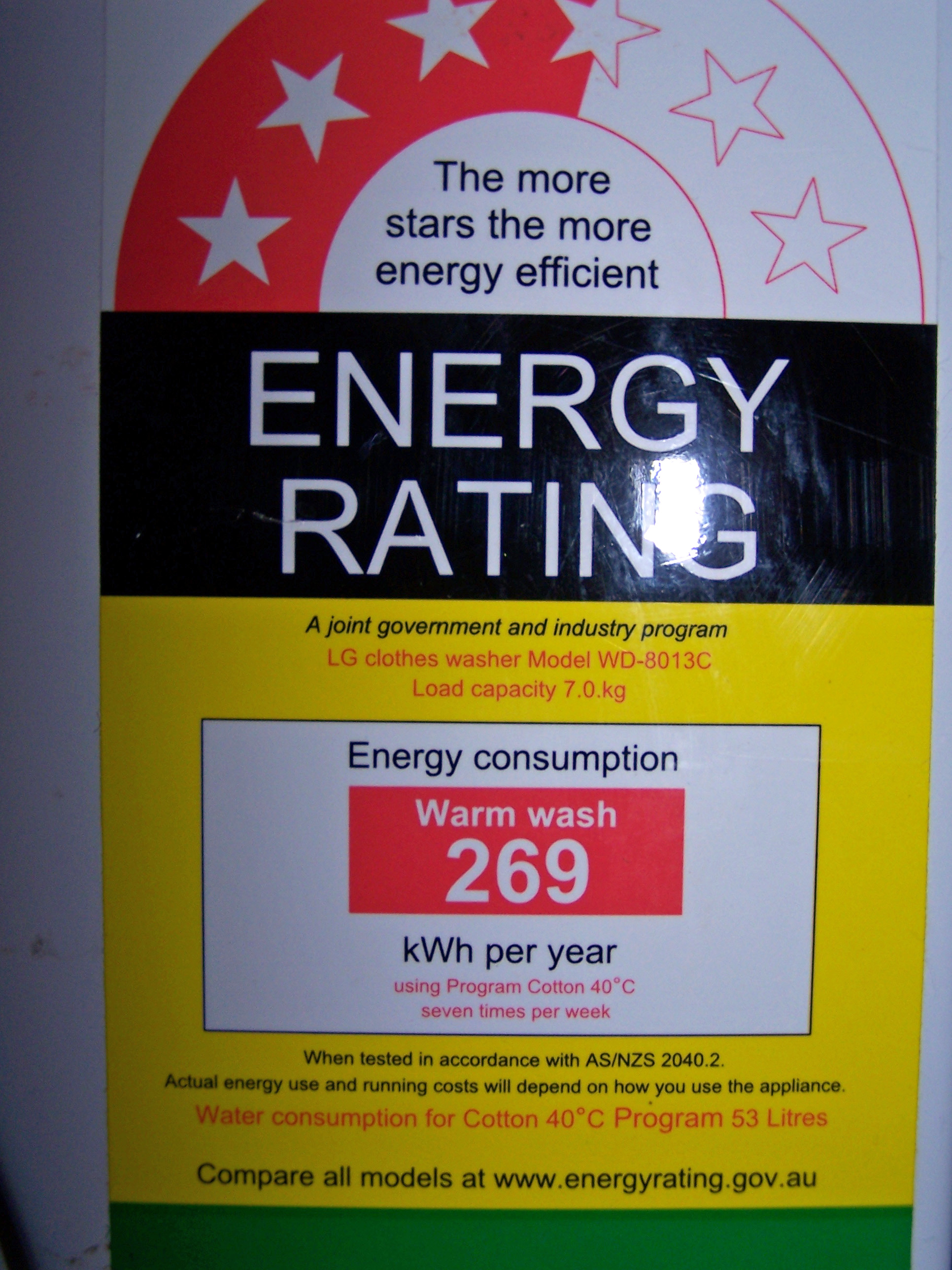
Etichetta energetica di una lavatrice australiana con classe "quattro stelle"

I metodi di etichettatura attualmente sviluppati sono alquanto diversi tra loro. Tutti quanti tentano di stimare efficienza e/o consumo in condizioni tipiche di utilizzo di un apparecchio, ma spesso non possono confrontarsi tra loro: ad esempio nel mercato nordamericano il carico (la grandezza) delle lavatrici è misurata non in chilogrammi ma in termini di volume interno del cestello, che tra l'altro è espresso in piedi cubici.
Il sistema australiano non usa vere proprie classi energetiche — del tipo di quelle a cui si è abituati — ma una scala con sei stelle. Così un elettrodomestico potrà essere a "tre stelle e mezzo", a "cinque stelle", ecc.
La targhetta di efficienza energetica per autoveicoli ibridi ed elettrici degli Stati Uniti è l'adesivo Monroney, evoluzione di un'etichettatura degli anni '70 riaggiornata nel 2013. In essa non compaiono delle classi ma piuttosto dei "cursori mobili" posizionati su scale orizzontali che misurano il consumo unitario ossia l'efficienza (in MPGe: Miglia percorse Per Gallone equivalente di combustibile, compresa l'energia elettrica), l'emissione di CO2, l'emissione di altri inquinanti e polveri sottili. La grafica di questa etichetta può apparire datata e forse confusa — particolarmente se la si vede per la prima volta — ma assolve comunque al suo compito di veicolare rapidamente le informazioni essenziali.
L'etichetta per elettrodomestici statunitense EnergyGuide è anch'essa priva di classi energetiche: mostra il consumo annuo in chilowattora, o in therm (unità di calore per il gas, in Imperial Units), e il relativo costo di esercizio basato su una tariffa media di mercato. Il consumo è anche rappresentato con un cursore su una scala lineare che copre la gamma dei consumi di apparecchi simili sul mercato. L'etichetta EnergyGuide può includere il logo Energy Star, ad indicare il raggiungimento di alte prestazioni energetiche secondo criteri stabiliti dall'EPA.
Un censimento internazionale condotto nell'anno 2013 individuava l'esistenza di 1149 diverse etichette adottate, o in via di adozione, in 81 nazioni al fine di permettere la valutazione e il confronto delle prestazioni principalmente energetiche di prodotti commerciali. Tali etichette coprono 55 categorie diverse di apparecchi, tra cui soprattutto frigoriferi, condizionatori e climatizzatori, lampadine, televisori, boiler per riscaldamento dell'acqua, lavatrici, asciugatrici, apparecchiature elettroniche e informatiche.